# 川汉铁路
川汉铁路是中國清朝末年计划建设連串聯四川、湖北兩省的幹線鐵路，全線自成都起迄至汉口，在此后历史各个时期针对其间选线又有众多方案。该线路自1903年锡良开办官办川汉铁路公司后开始实际筹备，起初决定以中国自办的形势集股修筑，但由于列强的觊觎、官民間的投资纠纷、川鄂两省的路权纠葛，筹备推进困难，线路延至1909年方才動工（宜昌至归州段），且最终性质变为商办。此后盛宣怀将线路收归国有引起了川民不满，最终引发了保路运动，成為辛亥革命爆發的近因，辛亥革命后工程停工，仅完成了宜昌至归州一段部分路基桥涵。清朝覆亡后又一次复工，但因第一次世界大战爆发而再度停工，仅完成了汉宜段的一部分。此后北洋政府、国民政府至中华人民共和国政府，官方、民间屡有兴建意愿，其中一些也做过勘测，又因各种原因皆不了了之。至20世纪90年代，宜万铁路作为川汉铁路计划宜万段而动议，最终立项并建成，但立项后的宜万铁路不作为川汉铁路的一部分。此后川汉铁路不再指代具体的铁路线路。川汉铁路的建造历史对川、渝、鄂三地民众留下了影响，也留下了不少遗迹及地名留存至今。

## 背景

### 水道之难
成都、重庆所在的四川素来有“天府之国”美誉，成都平原沃野千里，自古以来便是一处重要的粮食等物资生产地。
在广义蜀道的范围内，长江三峡一带是连接巴蜀与荆楚江汉平原的蜀道。由嘉陵江、乌江、岷江、涪江及沱江等长江上游支流（川江），经三峡联通江汉平原乃至沿海便构成川渝地区庞大的内河运输。在公路及铁路运输发展之前，内河航运是川渝中主要的交通形式。四川境内的物资由三峡外运，形成了“川米济楚”、“川盐济楚”等货物运输体系。然而，三峡水路又因山势险峻及浅滩较多，自古以来船只失事事件极多。

### 列强之迫
逮至近代，富饶的四川成为了列强竞相攫取利益的目标。在水路方面，英国、德国、俄国都曾试图采取各种方法在既有的三峡水路上争得航行利益。在铁路方面，法国取得滇越铁路的筑路权后，曾经试图将线路从昆明延长至成都；英国取得滇缅铁路的筑路权后，亦提出修建自缅甸经楚雄到成都的铁路，但最后都未能施行。美国也曾提出要在成都与汉口之间修建铁路。
在这种情势下，国内民众对此多有反对，英国在云贵川境内勘测线路时，便遭到了当地民众的抗争。此后有关自修铁路的呼声愈高。
|                                                    | ……四川天府奧區，物產殷富，祇以艱於轉運，百貨不能暢通。外人久已垂涎，羣思攬辦；中人亦多假名集股，而暗勾外人，計取强求，百般紛擾。…… |
| ——锡良奏设川汉铁路公司折，光绪二十九年閏五月十四日 | |

## 籌建

### 铁路公司之成立

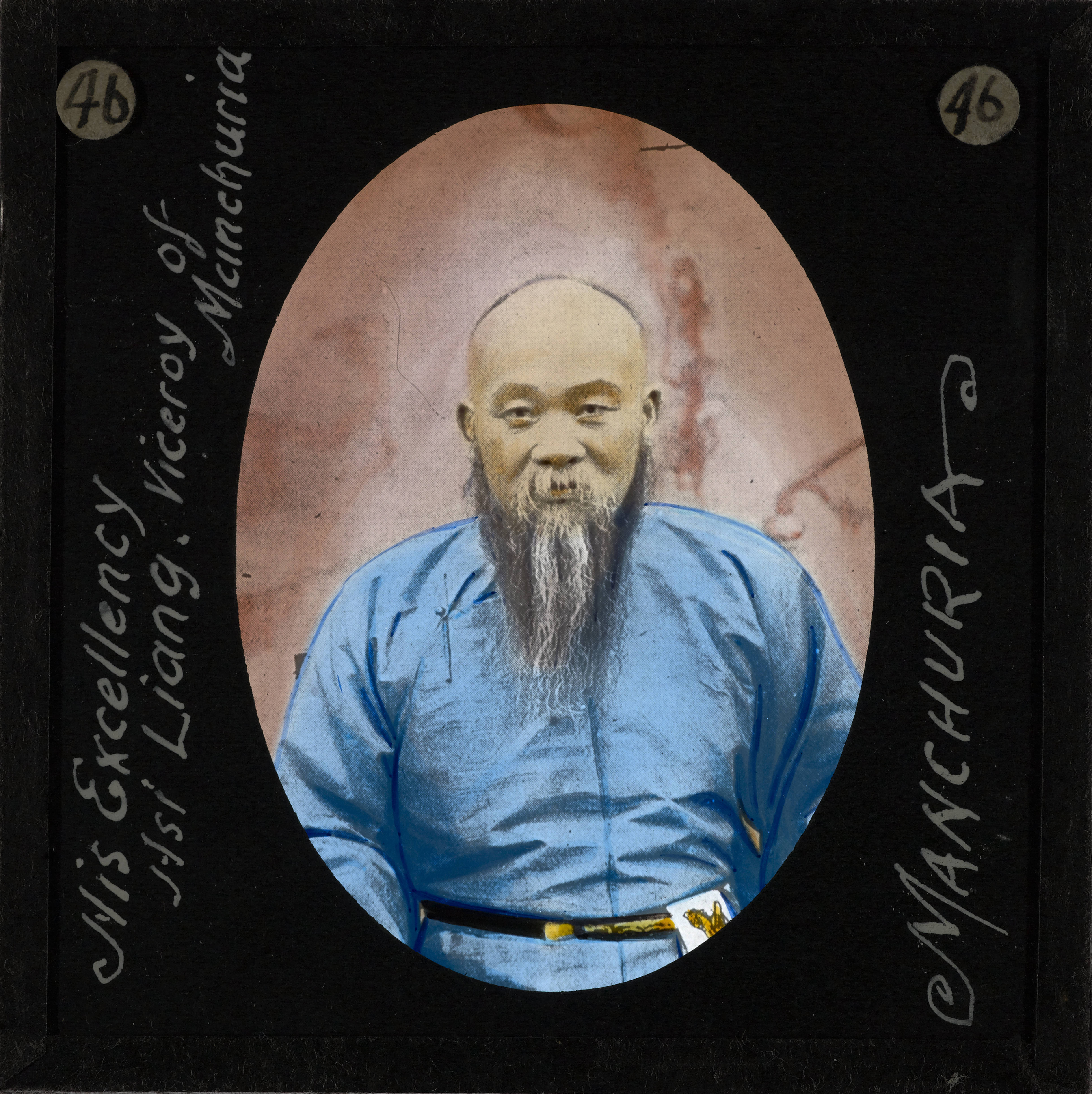
锡良像

光绪29年（1903年）7月8日，新任四川总督锡良在赴任至正定时，上奏提出修建川汉铁路，并仿照京汉铁路例设立川汉铁路公司，其中提及公司将“集华股”修建铁路。
|                                                    | ……所有自设川汉铁路公司以辟利源而保主权缘由，理合恭折具陈…… |
| ——锡良奏设川汉铁路公司折，光绪二十九年閏五月十四日 |                                                            |

此后清廷外务部对此折的回复中认为，川汉铁路虽然有必要修建，但是这条铁路耗资巨大，想要修成并非易事，加上列强本身就觊觎路权，如果不能顺利进行工程，必然会予列强干涉以合理借口。因此政府先行筹措设立商部，以商部主持集股事宜。当年商部成立，并出台铁路简明章程24条。
此后锡良到任途中，先在宜昌登岸，对川鄂间道路进行一番考察。到任四川后更是感受到因为交通不畅，四川虽然丰饶，但百姓官员仍度日艰难。1904年1月（光绪29年12月），锡良依照商部章程，成立官办川汉铁路公司，驻地成都，准备以集股的方式修建线路，当时预计线路走向为成都—重庆—夔州—宜昌—汉口。1月22日（12月初六），锡良上奏禀报设立川汉铁路公司事宜，认为纵然川汉工程艰巨，但先行设立公司很有必要。
当年四月，新任四川布政使许涵度到任，锡良考虑到“财政隶于藩司，尤应兼综并理”，公司财政需要与藩司统一，将其任为川汉铁路公司督办。

### 列强诸国之觊觎

#### 英国
光绪29年（1903年）8月，英署使焘讷理（R.G.Townley）与外务部总理大臣奕劻会晤，又提出洋股贷款须英美包揽，此后又准备派遣工程师前去勘测。锡良得知后言辞激烈地电请外交部前去照会要求撤出人员。
|                                        | ……乃英人前有贷款开办之请，未经照准，今竟派遣工程师至该处测量地段。其意何居！…… |
| ——锡良致外务部电，光绪二十九年九月初一 |                                                                                |

光绪30年（1904年）2月，英国驻成都领事谢立山（Alexander Hosie）便向锡良发函要求线路查勘“非外国工程师不能尽职”，倘若锡良愿意聘请英国工程师则其可以代为谋划。5月，公使萨道义（E.M.Satow）照会外务部，7月谢立山致电锡良，皆以焘讷理与奕劻会谈事情为由，试图强揽川汉铁路的借款。此后锡良向谢立山回电拒绝，申明外务部未曾做出相关允诺。
然而另一方面，湖广总督张之洞又在粤汉铁路工程上与英国约定，以粤汉铁路为首，湖北湖南境内铁路修建倘若需要借助外股，则需先与英方商榷。

#### 法国
光绪30年（1904年）7月，法国驻重庆领事安迪（Pierre Bons Draty）向锡良发函照会，希望川汉铁路的筹款及工程皆由法国包揽。8月，川汉铁路公司回复安迪的照会，重申铁路自办的性质，并对安迪在公司创立后“动以笔墨相诘辨”的行为表达不满。安迪收到回复后再次照会，对川汉公司一边强调自办一边又在回复中说“将来万一改议”是对法国的欺藐，“动以笔墨相诘辨”云云之语句更是与法国政府的“绝交之明证”，并对锡良本人作出威胁恫吓。
|                                                              | ……即将来如何结局，不论贵督办升迁何省，本领事亦电知蔽国钦使，惟贵督办是问！…… |
| ——法领事覆川汉铁路公司路政结局惟督办是问照会，光绪三十年七月 |                                                                              |

#### 美国
美公使康格（EdwinH. Conger）曾照会奕劻，要求铁路一旦需要集入洋股或者是聘请外人修筑，需要先与美国先借款，但没有获得同意。但在光绪29年（1903年）夏得知英国与清廷相谈之事后，认为美国十余年前便申请修筑此线路在先，允许外人修筑须与美国协商。
此后外务部回函解释，与英国商谈后已经做出了铁路自办的答复，但是未来倘若资金不足需要引入洋股之时，因英美此前曾提出计划，届时才会向英美借款。另外还对美国以未定提案作为应得利益的行为表达了不满。
|                                              | ……总之，各国公司请办中国铁路，均应由中国酌定。不能以请办未定之案，视为应得利益，并为日后尽先承办之据。 |
| ——外务部致康格覆照，光绪二十九年六月二十三日 | |

此后美国又先后提出承办、借款方案，但都被外务部重申自办后拒绝。光绪30年（1904年）7月，《天津报》引官报消息称锡良接到法领事安迪照会，法国政府即商人正在与外务部商谈。康格看到此消息后，向外务部提出照会，强调此前已经有约在先。外务部回函称此消息不属实。

#### 其他国家
光绪30年（1904年）10月，德国公使穆默（Mumm von Schwarzenstein）以湖南推行全省矿务章程准备自办矿业之事致电外务部表达不满，其中亦搬出川汉与美英商议事情，认为“各国人民均应一律同沾利益”，不应该只把利益让与美英。
另外，在原口要对汉宜段进行勘测之后的光绪32年（1906年）12月，日本驻汉口总领事水野向日本驻华公使林权助致电，建议张之洞不进行借款，在湖北省财政范围内先行修建靠近汉口的一段，然后通过收益及筹款逐步延长。水野的主要目的在于，通过这一小段工程实权掌握在日本手中，清政府必然向日本购买材料，以延期付款的形式达成事实上的借款。

### 集股经营之议论
光绪30年（1904年），公司所委任的诸督办、会办对集股自办皆表示认可，并提出了以一百两为一股，计三十万股的计划。但川汉铁路里程之长、工程之巨，集股能够遂愿并非易事。当年秋，在日四川留学生感慨川汉铁路公司有公司无资本，等同于没有公司的现实，认股募集30万两并上书锡良。另外还提到如此庞大工程并非只依靠官股或是商股便能集毕，公司性质需要变为官商合办。
1905年1月（光绪30年12月）锡良致电张之洞，声明四川打算以集股及按租抽谷两种方式筹措资金。张之洞随后回电，虽然肯定集股自办，但是对锡良的想法又有不少疑虑。
|                                              | ……惟路太长、工太巨，此路在川境内取道何处，入楚境后取道何处，已筹定否？全路共长若干里，每里需费若干，已略加估计否？川省谷捐每年能筹款若干，已有约数否？…… |
| ——张之洞致成都锡制台电，光绪三十年十二月初七 | |

后经过数次磋商，1905年1月（光绪30年12月）锡良上奏川汉铁路总公司集股章程，事后清廷批准。
集股之法，约有四端：
一、认购之股，即以己资入股者；
二、抽租之股，即按租计穀抽收者；
三、官本之股，即由国家库款拨作股分者；
四、公利之股，即系本公司现时筹款开办别项利源，收取余利作为股本者。
以上四项均各另有专章。
——川汉铁路总公司集股章程 第一章 第六条
虽然由锡良带头认其中20股，并下令各州厅仿效以促进民众集股热情，但之后川民对认购之事并不积极。

### 宜万先修之呼籲

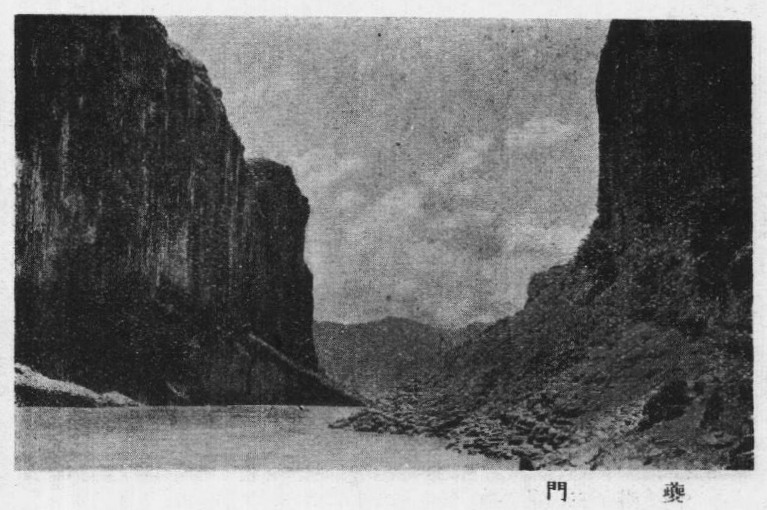
三峡之夔門

在建路前期没有进行任何选线勘测的情况下，对川汉铁路的建设已多有议论。光绪30年（1904年），在日四川留学生上书锡良，认为川汉铁路全线当分为汉宜、宜渝、渝蓉三段，且必当先修宜渝区间。此后亦有四川人士发文认为应该分成汉宜、宜夔、夔渝、渝蓉四段，应当先修宜夔区间。1905年1月（光绪30年12月）锡良在奏章中也提及与张之洞商议后，认为应当先修宜昌至万县段，以先期使客货运输摆脱三峡水路之危险的语句。
|                                                            | ……筹费既有成议，审路、考工，又不能缓。水陆之险，皆在川鄂接壤之区，应从宜昌开工，先能修至万县，即可避峡江覆溺之患，商货顿易流通，轨料均易输运。…… |
| ——锡良奏陈川汉铁路总公司集股章程折，光绪三十年十二月十三日 | |

### 官办商办之争论
因为川汉铁路集股情况并不乐观，加之锡张二督还在争论宜昌以上鄂段线路究竟应予谁修筑，有关线路建设的事态发展几乎趋于停滞。此后四川省内便有不少不满的声音，将川汉铁路公司由官办转为商办的呼声也逐渐变多。光绪31年（1905年）4月，长寿县举人张罗澄等人上书都察院，要求派遣督办川汉铁路大臣的同时，还提出应该正名为民办；另外认为有关川汉铁路工程多是锡良独奏，证明川鄂两省在川汉路事情上有不和。四川籍贯的京官王荃善也上书商部，认为现在线路走向、开工日程、筹款、工程师等皆没有定数，改为民办后工程筹备能迅速推进，同时也奏请清政府派专人前来督办。另外还有官员弹劾锡良，认为锡良在川汉事宜上“官权尊重”。
而此时的清政府，除了对内要传递诸如张罗澄、王荃善的呈文给锡张二督要求尽快处理外，还要继续提防阻挡英美法三国对川汉铁路事宜的垂涎，在此内忧外患之下，光绪31年（1905年）9月，上谕锡张二督将意见商讨一致后禀报朝廷。
锡良在此压力之下，以现今线路筹措资金组成本身就是官民合股，将川汉铁路公司的性质从官办变为官绅合办。另外在督办之下官绅各派一位总办。此外锡良还针对呈文及弹劾进行了批驳。

### 鄂段川修之异议
起初在川汉铁路有修建设想时，张之洞便提出铁路需要有川鄂两省合修，但是之后遭到了认为应该四川代修鄂境线路的四川士绅反对，此後张之洞也有各修各路的议论。另外部分四川士绅未经商议，直接拟定修建由重庆修到宜昌的线路，又考虑到物资机器的运输便利，准备在湖北境内修建工厂（原定汉口后改至宜昌），湖北士绅听闻此事后多有不满，一些湖北籍留学生对此强烈主张各修各段。
但事实上，湖北当时财政已经颇为贫弱，加上还在筹办粤汉铁路，粤汉路湖北负责的区间资金已经快拿不出手，一时间也更难再兼顾川汉铁路事宜。湖北士绅此举，只是出于不甘心四川越境施工，试图借此理由拖延。而锡良与四川士绅认为鄂段川修也有原因。如果不从宜昌修起，则四川一段线路即使修成也没有任何作用，这不仅会川民对此抱有的疑虑加深，也会使得已经认股的人撤资。另外，如果不在宜昌转运物料，则运输十分不便，也不利于线路的修建。

### 锡张二督之龃龉
光绪31年（1905年）9月，张之洞给锡良发电，要求已经商议好的宜昌以上线路由四川代修议题如旧，只是宜昌工厂所需的车栈、货栈都归湖北修筑。并强调此并非湖北意图与四川争夺利益，只是完备湖北本省管辖之权。但四川并不同意，认为路归何省所修，路权便在何省，此后争论僵持不下。11月，胡峻入鄂与张之洞会谈川汉铁路事情，此时湖北士绅及学生对此有异议，张之洞随后提出两点鄂省自修策略：一、完全依靠湖北自身财力修建，修得一里是一里，但这必然不可能如期竣工。二、既然需要如期竣工，那么湖北省便可以不借洋款改借川款。
光绪31年（1905年）12月，就粤汉铁路路权问题，鄂、湘、粤三省达成协议，约定湖南省境内一段由广东省代修并暂管，后再由湖南省赎回，因此张之洞欲在川汉路事情上效仿粤汉路例。
但同时，胡峻在美国招聘工程师，此举完全没有与湖北省商量。另外在那时张之洞也聘请了日本工程师勘测湖北境内的线路。张之洞听闻此事后颇为不满，便向锡良发电，认为四川此举是认为宜昌以西路段让归川修，便可以不与湖北省商量，但是既然之后湖北需要赎回鄂境路段，事关本省利益，又岂能不过问。此后还要求线路必须统勘、预算与开工事宜需要与湖北省商量，否则鄂段川修的议定还不能成定论。
经过二督相互发电讨论数次后，最终在光绪32年（1906年）2月，锡张二督联名上奏说明川汉铁路事情毋须派大臣督办，并决定宜昌以西川汉铁路依照粤汉铁路湘、粤两省协议，湖北境内线路由四川代修并暂管，订期25年，此后由湖北省赎回。
|                                                            | ……再再熟思，并询之两省员绅，请援湘、粤近日之例，将宜昌之上鄂境之路，让归四川省代修，订期二十五年，由鄂省照章备价取回，未赎以前一切权利暂归川省收管。…… |
| ——锡良奏陈川汉铁路毋庸请派督办折，光绪三十二年正月二十八日 | |

然而四川民众此后普遍对锡张二督的决定不满。光绪33年（1907年），留日四川籍留学生在《四川留日学生代表向川督岑春煊所提改良川路公司五点建议》中认为湖北此举完全是坐享其成，四川理应拥有永久路权。湖北路段险要必然耗费费用大半，仅仅是修通就需要七八年时间，等到开始盈利又至少需要十年，到那时已经快到要鄂段移交给湖北的期限。但是线路倘若不能盈利，则湖北可以拖延赎回；倘若盈利，则湖北必然按期限赎回。总归来说，湖北在其中占得了便宜，而四川必然有损失。在此之上，还认为赎回路权这种事情应该是两国之间的交涉，在两省间这样做纯属自欺欺人。

### 路事完全商办
官办的弊端在集股过程中也逐渐显现，筹款变成了就地筹款与派捐，另外将租股并入征粮，对于百姓来说无疑说等同于加重赋税。加之按照此征股法，大小地主自不多说，连当户与佃户也在征股行列。这些都影响到了百姓的日常生活。度支部主事杜德輿在奏折中批判道：
|                                              | 州县敢以所纳之正粮硬派为铁路捐，而严科以抗粮之罪，鞭笞箠楚，监禁锁押。藉抗粮之题目，办愚柔之百姓，复可爱惜，惨无天日，无县无之。以此卖妻鬻子、倾家破产者不知凡几。故民之视铁路也，不以利己之商业，而以为害人之苛政。 |
| ——度支部主事杜德輿爲川漢鐵路事呈都察院代奏摺 | |

因此在光绪32年（1906年），四川各界出现了将公司全面商办的呼声。先是留日学生联名发文，以公司集股全出自商民，要求依《公司律》将公司改制为商办。此后四川民众也上书，先怒斥现时公司弊端，再提出解决办法：“破坏野蛮官立之旧公司，建设文明商办之新公司”。
另外张之洞欲借洋债修建川汉铁路引起了四川官绅的不满。对此，光绪33年（1907年）3月，锡良上奏改川汉铁路公司为“商办川省川汉铁路有限公司”，并依据浙江之例安排主要人员，另外还附加章程，规定华股自办的同时，将集股的性质分为股份股与抽租股。锡良上折后次日（正月二十一日），上谕锡良改任云贵总督，至此锡良不再主导川汉铁路事宜。

### 鄂省借款事件

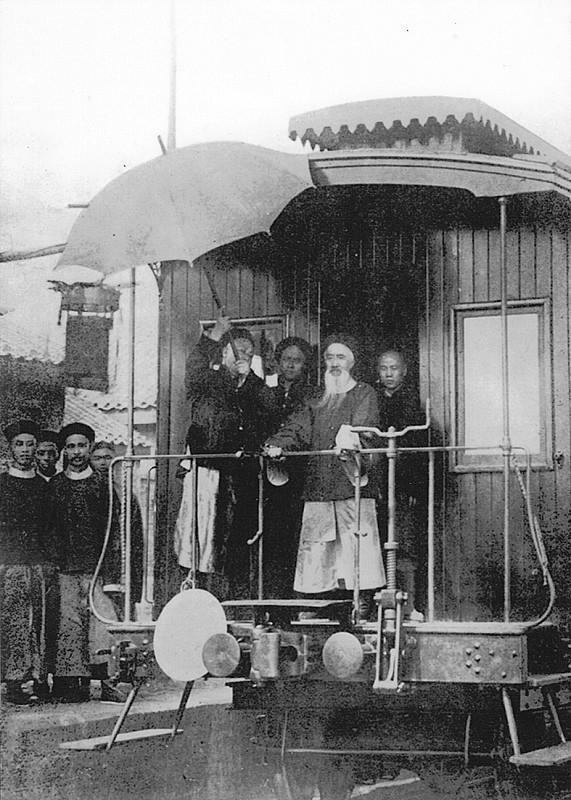
1906年，张之洞在京汉铁路通车典礼上。单就张之洞主导的鄂省借款行为便有不少反对声音，种种争议都为保路运动提供了先决条件

以上所述路权之争，皆是针对宜昌以西的湖北境内路段而言的，汉宜段仍需要湖北省筹款自修，且汉宜段不修成则四川所修线路也不能派上用场。光绪31年（1905年），张之洞在收回粤汉铁路路权后，深感在湖北湖南两省筹措资金颇为困难，况且湖北财政已经难以应付两条铁路的修建，因此与湖南粤汉铁路公司总理余肇康商定后，意图修建粤汉、川汉两路时向英国借款，但要求英国不得干涉路政。
关于川督锡良坚持的“自办”，鄂方认为四川当下筹款并不乐观，而湖北省现在更是已经财力拮据，根本不可能筹得巨款，只能依靠向外国借款。而湖北省借款和四川省无关，锡良之前的章程也并未食言。而关于外务部来电的“勿借外债为主”的要求以及外务部尚书瞿鸿机有关借款丧失路权的担忧，鄂方认为既然要求英国不得干涉路政，向英国借款又有何妨。1907年1月（光绪32年11月），四川官绅得知张之洞拟借洋债修筑川汉铁路后表示大为反对。到了光绪33年（1907年）3月，张之洞还有打算将修筑京汉铁路的多余洋款拨用于粤汉、川汉两路的打算。
到了宣统元年（1909年），经与英商德商磋商后，张之洞决定将粤汉铁路湖广两省路段借款由英商承包、川汉铁路鄂段由德商承包，此后又有法商加入。宣统元年（1909年）6月7日，张之洞与英德法三国商人签订协议宣告借款修建湘鄂两省境内川汉、粤汉二路，此后美国也强硬加入了借款国行列。为平息舆论，张之洞又奏请将湘鄂两省铁路永远官商合办化。但此举招致了更大规模的反抗，尤其是四川百姓，连发公电、公呈、檄文声讨川汉铁路借款修建，川省川汉铁路公司随即声明，张之洞所为仅是涉及川汉鄂段（汉宜段），与川段（成宜段）无关，川方亦不会参与借款。

## 前期勘測

### 陇襄方案
在川鄂两省忙于路权争端后，工程师的聘用却一直没有着落。因此川籍官员王廷佐上书锡良，要求线路应该改为江北厅—两路口—大竹—东乡—太平—汉中—兴安—老河口—襄阳一线。

### 成宜段

#### 胡栋朝入川
在川汉铁路公司上马后，即开始准备聘请工程师参与勘测。锡良原本与袁世凯等人商定请詹天佑前来负责工程，但当时詹天佑正忙京张铁路的建设，于是袁世凯推荐了胡栋朝，锡良随即发电商务、外务部请求胡栋朝来川，但胡栋朝并未接受。光绪31年（1905年）夏秋，锡良奏请胡峻入美考察实业学务，并一道考察聘请川汉铁路技师。光绪32年（1906年）3月胡峻至波鲁云机车公司考察，此时胡栋朝在该公司实习，胡栋朝得知胡峻是受锡良之托专程前来邀请，十分感动，便同意入川承办川汉铁路工程。

#### 勘测
光绪32年（1906年）11月，胡栋朝被正式聘为川汉铁路正工程司，同另一位归国青年工程师陆耀廷开始勘测宜昌至成都之间的线路。胡栋朝从成都出发勘至万县，陆耀廷从宜昌出发勘至万县。如此勘测方式詹天佑得知后也表达了疑问。至光绪33年（1907年）夏，胡陆二人的草测结束。
|                                                       | 使我感到奇怪的是，你位于此路路线的一端，而陆先生位于另一端。在中国如此缺少本国工程司之际，为何不将你们每一个人都安置在宜昌，集中成为一股力量以取得成功呢？团结是成功的秘诀。 |
| ——致成都商办四川省川汉铁路工程司胡栋朝，1906年12月5日 | |

#### 成宜开工之争
先是，早在线路筹办时就有了“先修宜万”的说法，而在线路实测之后关于先修成渝段还是先修宜万段的争论便开始出现。光绪33年（1907年）秋，川汉铁路公司邀请股东及各川省商会讨论有关事宜，最后得出多数结论要求先修宜万。随后公司要求胡栋朝复测了一遍宜万段。
随之是胡陆两位工程师的争议。光绪33年（1907年）末至次年初，胡栋朝先后发表《四川川汉铁路先修成渝说》及全线勘测报告。其在前者中论述先修成渝的意义在于造价低且容易修成，能够带来许多便利；在后者中交代了沿线的基本情况及各段的工程难易。光绪34年（1908年），陆耀廷发表《川汉铁路宜昌开工论》，认为机器难以运输，必须先修宜万段以方便物资的运输。
胡陆两位工程师论断随即使得四川各界根据二人的方案分化为两个阵营。支持宜万方案的有重庆商会、川汉铁路改进会等组织，支持成渝方案的有四川留日同乡会、四川铁道协会。其中留日同乡会还发文论证为何需要先修成渝段，四川铁道协会随后发文支持，另外还提议放弃宜万而取道陇襄。
然而，先修宜万已经是锡张二督商定成为定论的方案，加之锡良离任后的代理川督赵尔丰也支持此方案，最终还是议定宜万方案。在议定修建宜万段后，川汉公司却久久不开工，对此胡栋朝无奈，最终在光绪34年（1908年）夏辞去工程司一职，并邀请詹天佑来川。

#### 今人议论
学界研究川汉铁路缘何建造困难时，将原因之一便归咎于“先修宜万”的观点。纵观争议全局，在“勘测不全面、论证不充分、意见不一致”的情况下，川汉公司贸然开工且冒险盲进于宜万段的重峦叠嶂之中，将路事置于困难之中，为后来的收归国有及保路运动埋下了祸根。

### 汉宜段

#### 张之洞方案
光绪32年（1906年）2月，锡张二督商定路权归属后的禀报中，张之洞考虑到宜昌以西已经开工，汉宜段亦必须开始施工以免货物需要铁水间转运；另外其也考虑到倘若沿长江修筑，则铁路与水路将会相互争利，因此将汉宜段走向定为宜昌—荆门—襄阳—广水，并在广水与京汉铁路接轨。

#### 原口要方案
光绪32年（1906年）8月，张之洞聘请的日本工程师原口要勘测后认为，张之洞的广水接轨规划倘若实行，不但会与京汉铁路车流相争，而且广水位于平原腹地，水路不便。同时建议线路应经蔡甸、仙桃、沙洋、当阳最终至宜昌，该计划所经地区平坦且物产丰盈，另外可延申支线，南可抵达沙市，北可抵达襄阳（远期可至河南、陕西）。

## 宜归段开工

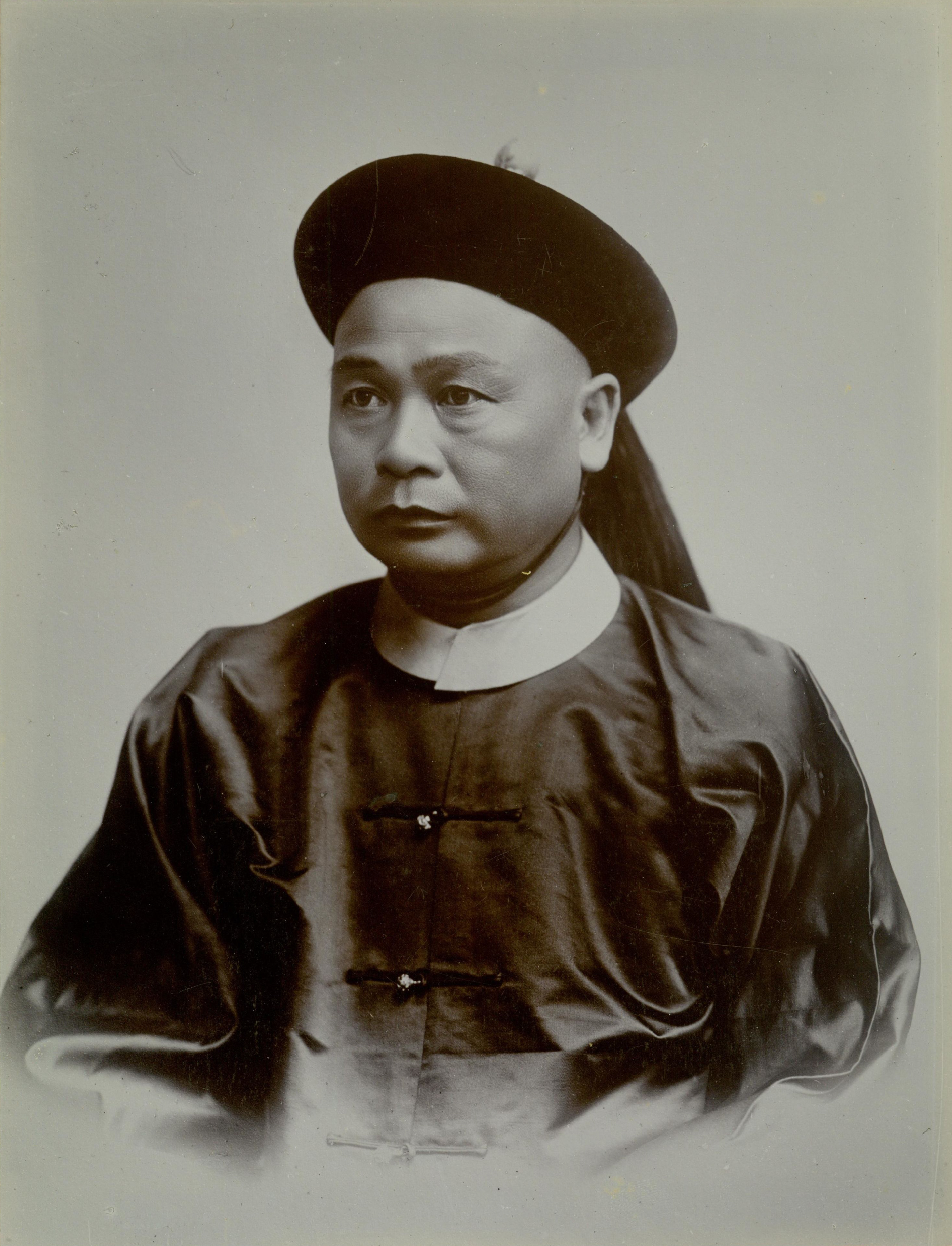
京张铁路刚完工时的詹天佑像

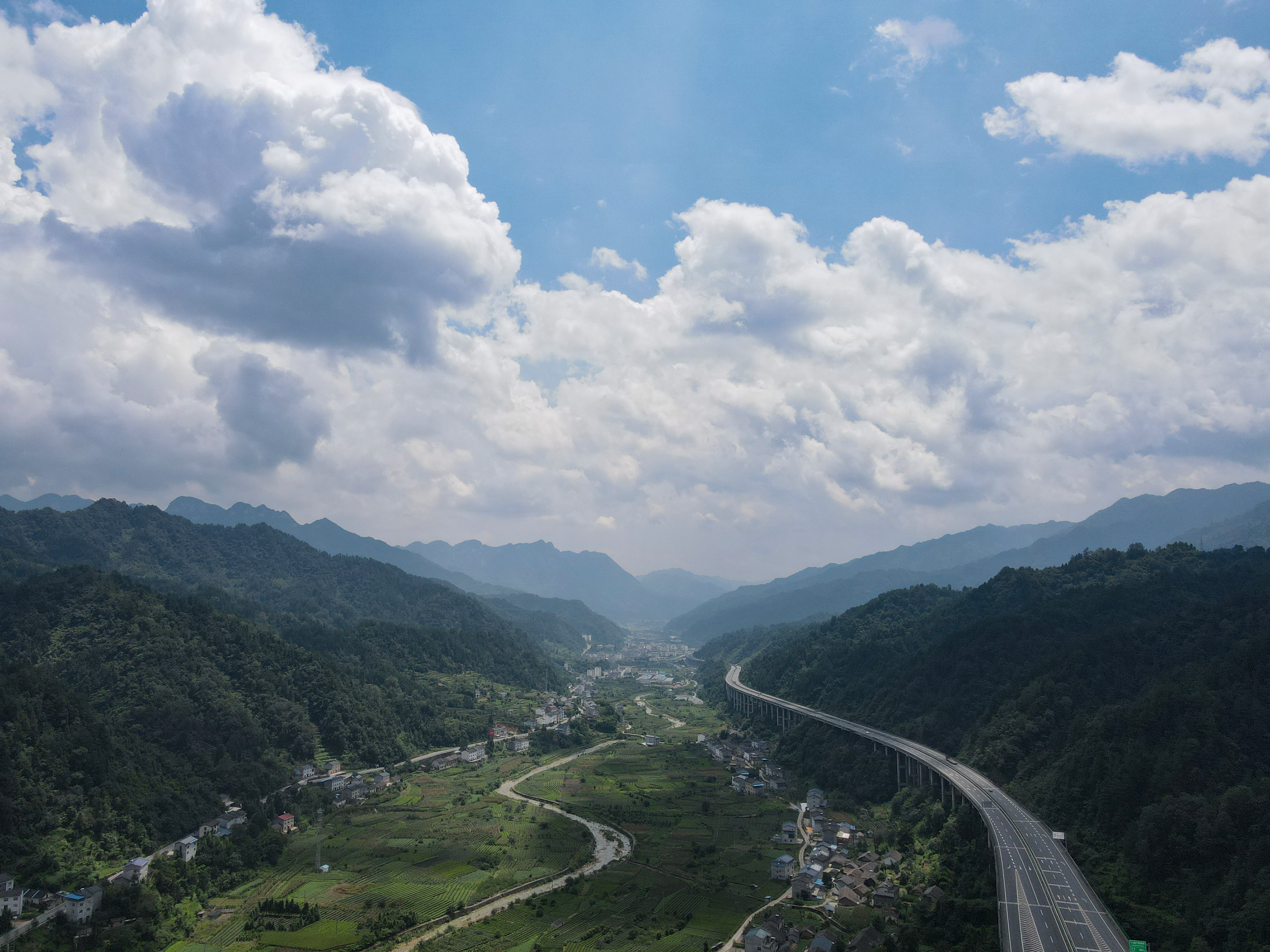
雾渡河镇大峡谷中蜿蜒的的川汉铁路旧线（宜兴公路/省道312）（左）与沪蓉高速（右）

### 詹天佑署工事
光绪34年（1908年）11月，川督赵尔巽得知京张铁路即将竣工，便电奏清廷请求任詹天佑为川汉路总工程司，随后得到批准。由于此时京张路还没有完工，詹天佑不便前来，于是要求川汉铁路公司聘请颜德庆作为副总工程司，并在宣统元年（1909年）4月先行到达宜昌，代詹天佑主持工程事务，詹颜二人之间通信以书信来往交流相关事宜。

### 宜归段线路选定
美国工程师洛克（Luk）勘测完宜昌至香溪（今秭归县香溪镇）的路段后表示沿西陵峡沿江修筑铁路断不可行，主张采取山区路线。宣统元年（1909年）4月19日，詹天佑得之此消息后向颜德庆致信要求向洛克了解情况，并要求再次仔细测量，以比对哪种方案为优。另外负责粤汉铁路人日本工程师山本曾对詹天佑说沿江选线其实可能，只是当下困难，而长远来看如此选线是便于运输的。因此詹天佑还建议最好仔细查勘一次，实在不得已再选择山区线路。
詹天佑依据等高线图室内选线，认为沿江方案可行，且经历京张铁路的施工后深信中国自己有修建山岭隧道的能力；颜德庆实地勘察后也表示沿江方案可行。洛克得知将要勘测沿江段后也表示支持，愿意放弃自己之前的观点参与沿江方案的勘测。只是此后詹天佑查阅勘测结果后发现当下选定的路线隧道长至七八华里，认为这种计划不可行，需要将隧道长度缩短。
但是沿江方案遭到了已经改任军机大臣及督办粤汉川汉铁路大臣张之洞的反对，虽然洛克也开始支持沿江方案，但是张之洞以“且山山相属，是否能穿隧道，尚未可知”为由坚持己见。山区线路长度是沿江线路的两倍，川汉铁路方皆认为应该沿江，但由于张之洞的固执己见，不得不选择了山区线路。由于山区线路较为陡峭，詹天佑认为只要有其他办法，便不要使用京张铁路南口段那样的方法——即尽量降低坡道。
另外有关川省“自办”之议，詹天佑也表达了自己的看法：
|                 | 关于采用外国人之事，我不便向乔总理提及此事，我们必须自己努力，是成功，或是失败。 |
| ——1909年9月15日 |                                                                                  |

### 开工
宣统元年（1909年）10月，京张铁路建成通车，11月詹天佑南下宜昌，12月10日主持宜万段开工典礼，宣告川汉铁路正式开始建造。
|                                           | 东西宾侣，联袂来观，诧为盛事。 |
| ——李稷勋 四川商办川汉铁路宜昌工场志痛之碑 |                                |

开工后，詹天佑在宜昌设立宜万段工程局，先期开工宜昌至秭归160千米路段，决定工程采用承包制并开始招标。同时詹天佑将这160千米分为10个区段，每个区段分派工程师负责工程，并定期汇报工程进展。此后詹天佑因为张绥铁路（京绥铁路张绥段）行将开工需要勘测及川汉路器材招标订购而回到北京，路事仍由颜德庆代其管理，另外还将在京张铁路工地上培养的一批青年工程师调往川汉铁路工程各区段。
| 工程司       | 负责人 | 区间            | 驻在       |
| ------------ | ------ | --------------- | ---------- |
| 第一工程司   | 耿瑞芝 | 宜昌—商家湾     | 宜昌       |
| 第二工程司   | 温维清 | 商家湾—泰山庙   | 泰山庙     |
| 第三工程司   | 张鸿诰 | 泰山庙—邓家坪   | 邓家坪     |
| 第四工程司   | 程锡培 | 邓家坪—箭楼子   | 雾渡河     |
| 第五工程司   | 苏以昭 | 箭楼子—下马粮坪 | 花梨树     |
| 第六工程司   | 黄锡兰 | 下马粮坪—学堂坪 | 下马粮坪   |
| 第七工程司   | 王国勋 | 学堂坪—董家河   | 学堂坪     |
| 第八工程司   | 周良钦 | 董家河—游家沟   | 大峡口     |
| 第九工程司   | 周琳   | 游家沟—香溪     | 香溪       |
| 第十工程司   | 陆耀廷 | 香溪—东瀼口     | 归州东瀼口 |
| 测量处工程司 | 冯祖培 | 东瀼口—夔州     |            |

#### 线路标准
詹天佑指示，川汉路工程皆按照京张铁路制定。隧道尺寸相较于京张铁路有所提高，钢轨皆向汉阳铁厂订购，水泥则向启新洋灰订购。为适应南方潮湿气候，车站站房标准相比京张铁路有所提高；为适应山区线路，还需要订购专用机车。

### 开工后状况

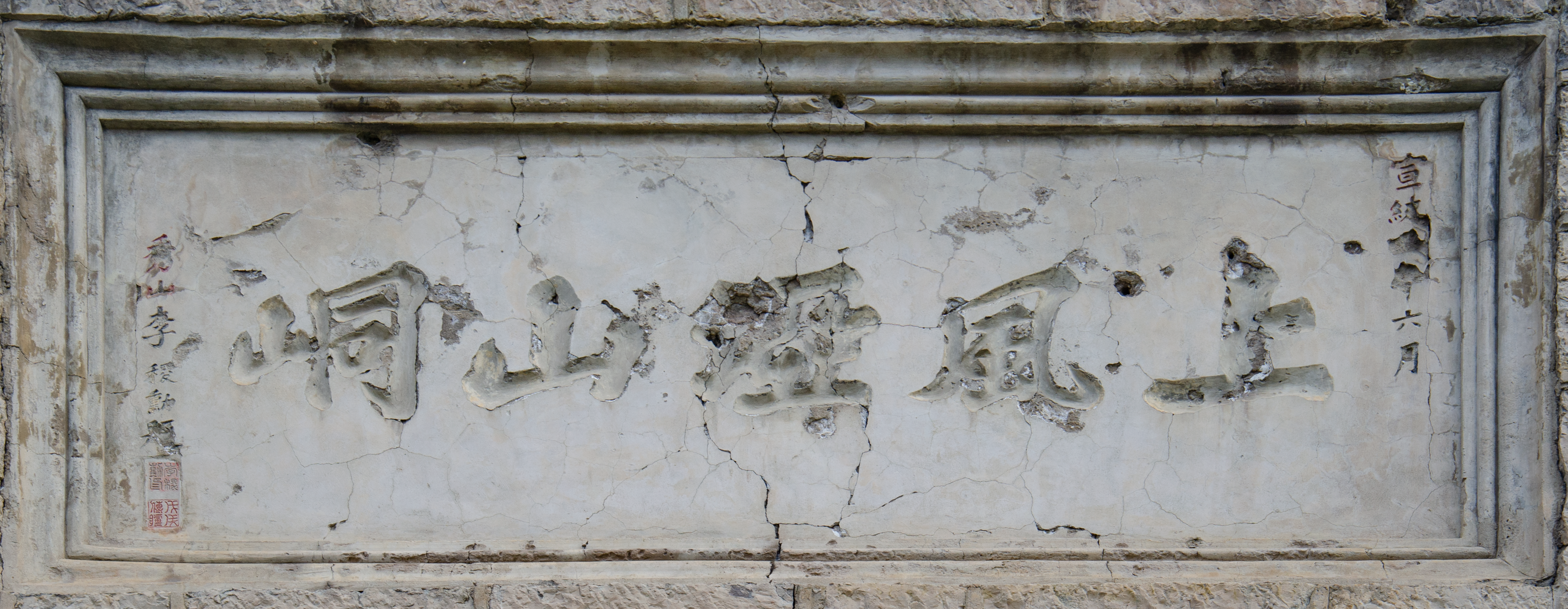
上风垭山峒匾额，为李稷勋所题，右侧为“宣统某年六月”左侧为“秀山李稷勋题”及“李稷勋印”、“戊戌传胪”印

在开工后，詹天佑通过书信继续了解情况并提出意见。由于启新洋灰的水泥达不到应有的强度，其曾考虑转购青州洋灰公司的德国水泥；开山同样使用拉克洛炸药；另外在选线上尽可能使用螺旋形展线代替在京张铁路使用的“人”字形展线。

#### 行政官员干涉工程
早在宜归段尚未开工之时，川路公司驻宜昌副总理洪子祈便越过工程司插手工程物资管理事务。在上述转购他商水泥的事务上，川汉铁路公司方也对直接掌握材料订购权尤为重视。另外川汉铁路公司成立“转盘处”机构也引起了詹天佑的警惕，并告诫颜德庆注意公司驻宜昌总理李稷勋的意向。李稷勋作为修路的外行更是在施工期间独揽筑路权力，詹天佑身为总工程司的职权并不完备，在人事、物资订购上颇受李稷勋的掣肘，其下各工程师亦深遭公司行政官员的束缚。

#### 管理混乱员工渎职
宣统2年（1910年）5月至8月，詹天佑到宜归段施工现场查看情况，此后首先发现钢轨有质量问题，随即又发现多处工程质量不太满意之处。尤其是机务处王大富更是令詹天佑不满，自当年6月起詹天佑数次要求其将机务处员工一览表及订购机械一览表呈送阅览，王大富皆不理会。至7月，詹天佑在书信里用严厉语气发出最后通牒，王仍不予理睬并离职去处理私事，詹天佑最后忍无可忍要求李稷勋将其辞退。

### 宜归段完成情况

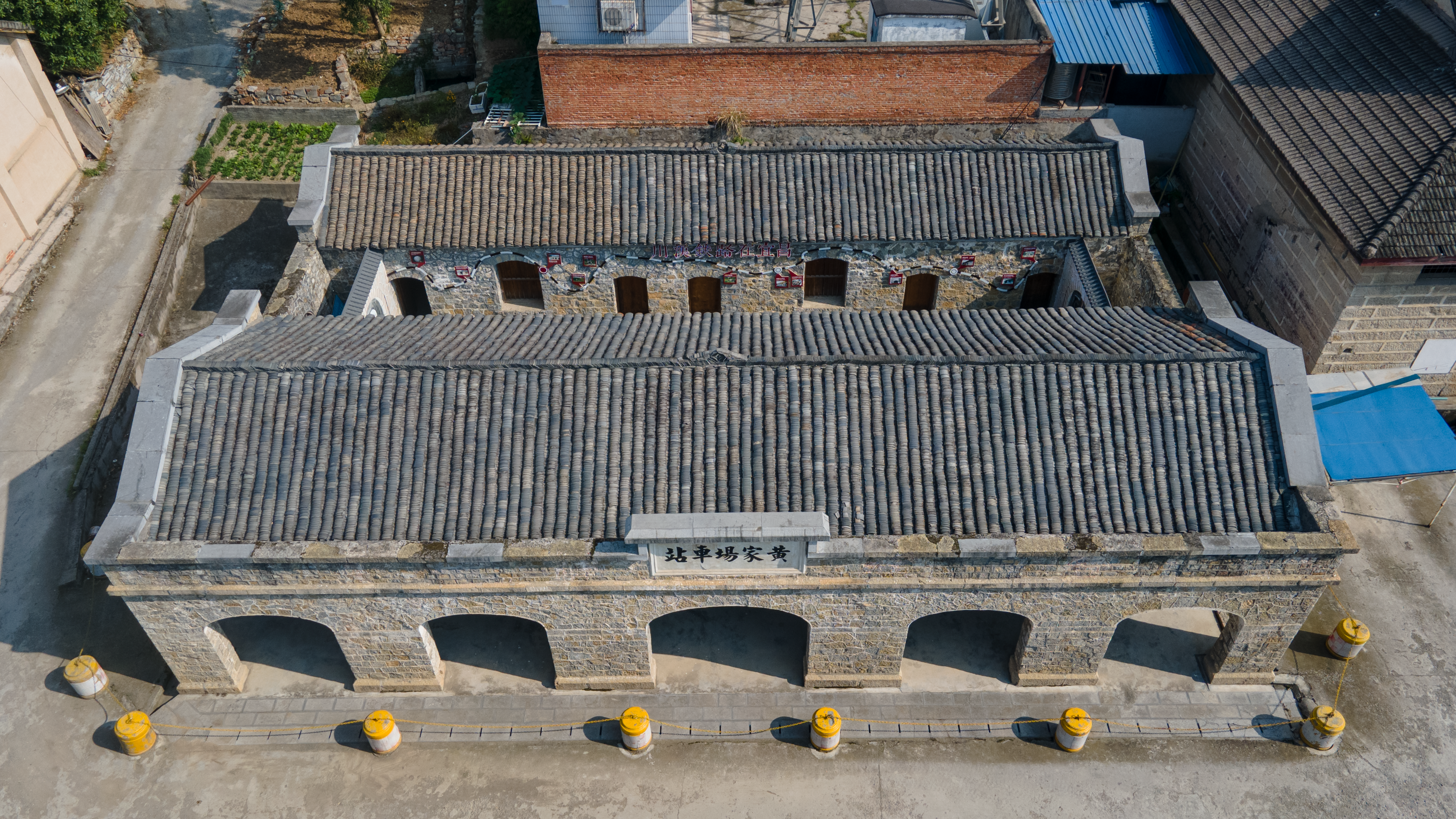
位于黄花镇的黄家场车站

詹天佑亲自来宜督办，工程也逐步有了进展。宣统2年（1910年）7月，自宜昌新码头至小溪塔长15华里（7.5千米）的线路铺轨走车，詹天佑出席铺轨现场打钉并举行开车典礼。10月，长1890米的东兴界岭隧道动工，这是该段工程最艰巨之处。12月，新码头至小溪塔段开始行车运输物资。
由于宣统2年（1910年）10月詹天佑被广东民办粤路公司推选为总理，宣统3年（1911年）年初詹天佑前去广州赴任，便继续通过指导的方式让颜德庆继续代理路事。
至辛亥革命爆发川汉铁路宜秭段停工前，宜归段完成情况为：宜昌新码头至小溪塔铺轨行车，工程总局、宜昌站、机车厂、材料厂、库房全部完工，宜昌机器厂尚在修建。工程第一、二、三段其余路段中，小溪塔至黄家场30华里（15千米）的土石桥涵工程已经完成一半，张家口车站竣工，七里峡隧道正在开凿。第四至十段已经完成30%左右，各段通信也已拉通。

## 收归国有及保路运动

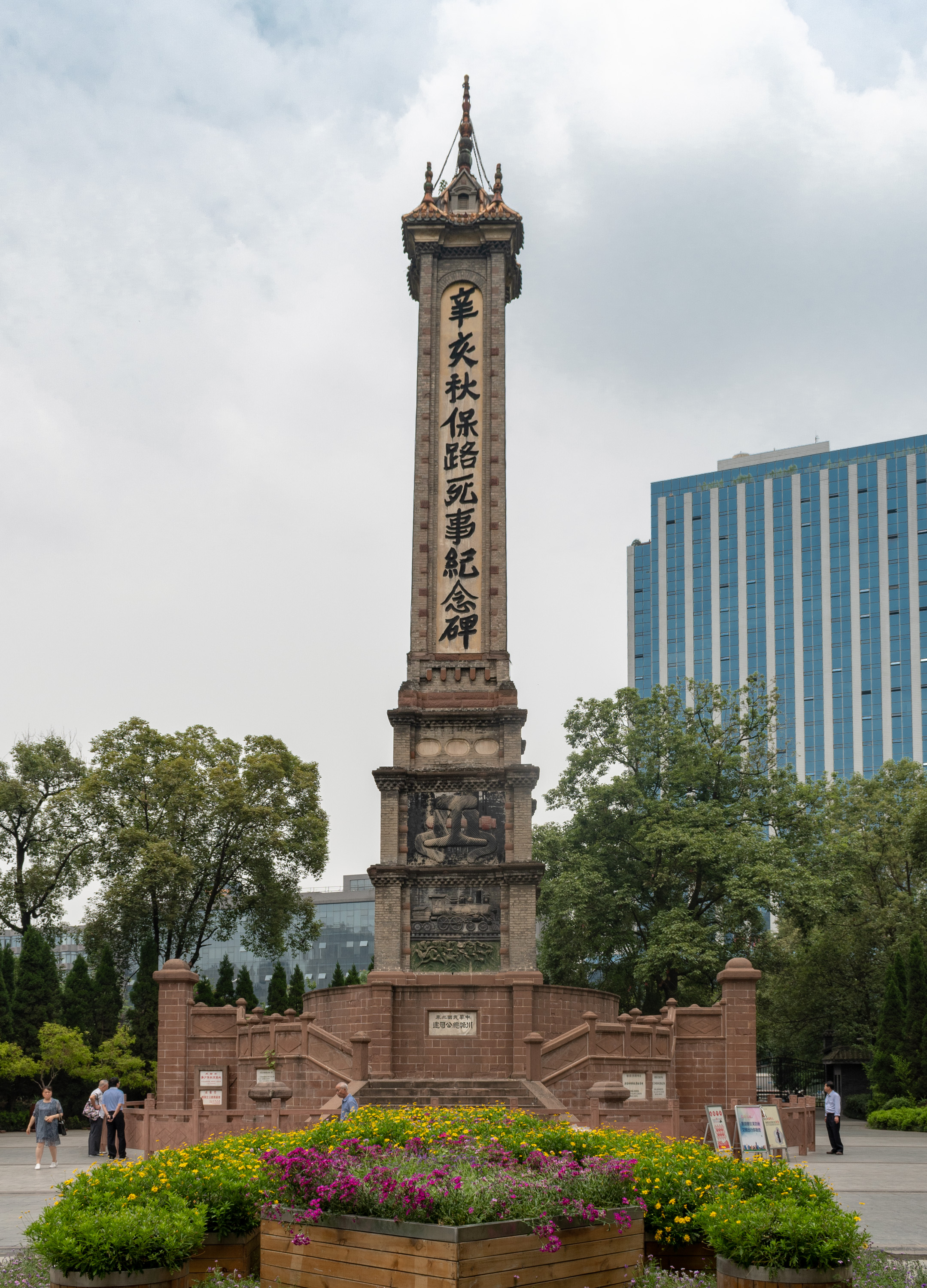
辛亥秋保路死事纪念碑，位于成都人民公园

### 公司积弊难消
铁路尚在筹备之时，川汉路司便在管理等多个方面受到质疑。早在光绪33年（1907年），邮传部遣人查账便发现公司款项存在挪用现象，川汉路司高层遣人查账也发现存在假账和公款侵吞现象。长寿县举人张罗澄更是在宣统2年（1910年）末至宣统3年（1911年）初两次致电邮传部及盛宣怀陈奏川汉路司当下各弊。

### 巨额路款倒亏
宣统2年（1910年），因上海三家钱庄倒闭，川汉路司上海保款负责人施典章挪用路款牟利事发，自开工川汉路司筹得1100万路款，在上海存有350万，而施典章就挪用了200万，另有股票185万。此事件对修路工程造成了严重影响。
事发后，川汉路司驻京总理乔树枏对施典章持包庇态度引起股东不满，此后川汉路司又将罪责归咎于施典章一人而包庇乔树枏的行为更是让股东及在京川官颇为不满。此后北京四川股东分会将乔树枏职务上独断及包庇施典章的行为写成公启公之于众。此外，北京、汉口各有一处钱庄倒闭，川汉路司在此两钱庄存放的20万路款血本无归。朝廷虽直接下谕彻查，但彻查后仅对施典章处监禁处罚，乔树枏不予追究，如此了结又引起川民不满。

### 列强强逼借款
此前张之洞已经与英美德三国订立借款合同意向，但其在宣统元年（1909年）10月去世。自宣统2年（1910年）开始，英、美、德、法四国皆依照此合同反对中国自办鄂境汉宜段川汉铁路，自宣统2年（1910年）夏季至冬季，英、美、德、法四国公使数次致信外务部要求尽快订立借款合同。宣统3年（1911年）2月，盛宣怀对四国银行代表承诺川汉等铁路完工须要借外债。
自张之洞合同订立后，屡有报纸造谣称成宜段也要借外债修筑。对此驻宜总理李稷勋自宣统2年（1910年）春起数次辟谣，当年秋，宜昌分公司及川督赵尔巽亦发表声明表示成宜段不在借款范围之内。

### 路权收归国有
宣统3年（1911年）5月，给事中石长信上折指出当时粤汉、川汉二路修建过程中的弊端，并请求清廷将铁路干线收归国有。盛宣怀主政的邮传部随后回复同意其意见。
宣统3年（1911年）5月9日，清帝下谕收全国各省商办铁路干线为国有。
|                      | 所有宣统三年以前各省分设公司集股商办之干路，延误已久，应即由国家收回，赶紧兴筑。 |
| ——宣统三年四月十一日 |                                                                                  |

宣统3年（1911年）5月20日，针对湘鄂两省境内的粤汉铁路、湖北境内的川汉铁路，盛宣怀与英、美、德、法四国订立《中、英、法、德、美粤、川汉铁路借款合同》。其中规定，川汉铁路广水至宜昌段聘用德籍工程师，宜昌至夔州段聘用美籍工程师，工程竣工至还款结清之前，仍由外籍工程师担任总工程司一职。

#### 汉宜段起点再改广水
在如上借款合同中，川汉汉宜段又改为了张之洞方案所规划的广水—襄阳—荆门—宜昌一线。

### 保路运动

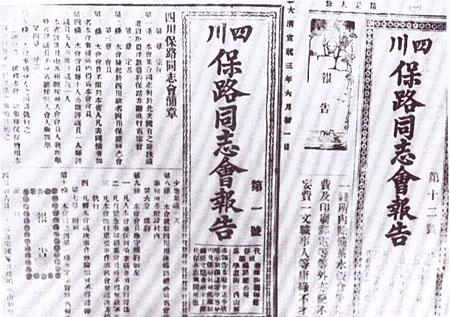
四川保路同志会报告，宣統三年（1911）六月

《借款合同》订立后，川、鄂、湘、粤四省一片哗然。川汉铁路相关领域里，在湖北宜昌，筑路工人举行罢工，东兴界岭隧道承包人率人聚集在川路宜昌分公司抗议；川路公司召开股东大会决议继续将川汉铁路商办，并抗拒清政府的接收。詹天佑针对此事一开始碍于身份不敢发表公开评论，但随着事件发展也开始公开发表意见支持保路。
|                                  | 因此如果我们再花心思，那将如修筑空中楼阁，毫无意义了。我们的好日子已经过去了！所有的好命运均已离开中国人而去，而我们必须甘心居于次等地位、二等地位？不！比这还坏。 |
| ——詹天佑 1911年6月13日于广州黄沙 | |

清政府此后继续一意孤行，李稷勋却提出只争路款不争路权的行为，李随即遭川汉路司董事会罢免，川汉路督办端方与盛宣怀趁机将李收买，李继续担任清政府的驻宜昌负责人后以詹天佑不到场办公为由停发詹天佑的薪水。
川、鄂、湘、粤四省尤其是川省民众与官府矛盾加重，逐渐演变成大规模冲突，史称“保路运动”。10月，辛亥革命爆发，最后清帝逊位、清政府倒台。
|                                  | 广州现在处于一种愤激的形势中，我希望不会有严重后果，但我想恐将导致一场前所未有的巨大悔恨！ |
| ——詹天佑 1911年6月13日于广州黄沙 |                                                                                            |

## 北洋政府时期

### 商办川汉路司停办

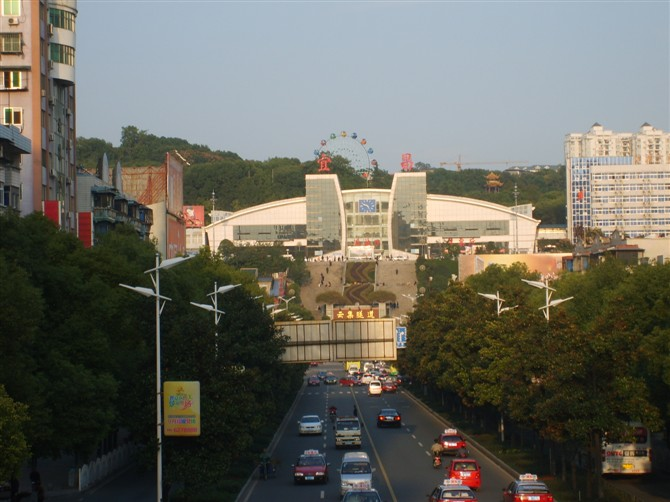
自云集天桥远望鸦宜铁路宜昌站，宜昌站后即为东山，夷陵广场（铁路坝）在画面左侧

民国元年（1912年），孙中山就任临时大总统，并制定铁路国有之政策。6月，川汉路司股东大会在成都召开，决定将铁路移交国有，随后派专人前往北京交涉收归事宜。
民国2年（1913年）4月，北洋政府交通部派人前往宜昌勘估现有物料及物款，5月结束。6月，商办川汉路司停办撤销，设立交通部汉粤川铁路宜夔工程局，此后宜昌段川汉铁路事务终止。当年10月，李稷勋感川汉故事，因此写成《四川商办川汉铁路宜昌工场志痛碑文》，并于民国4年（1915年）玏碑立于东山寺中。
民国8年（1919年）李稷勋去世，葬于志痛碑旁，志痛碑所在的东山可以俯瞰川汉铁路宜昌车站（今夷陵广场铁路坝）。

### 汉粤川铁路
中华民国交通部仍依照前清借款合同内容，在川汉路事上分设广宜、宜夔两所工程局，且仍让詹天佑兼汉粤川铁路会办。另外民国3年（1914年）2月，依据合同聘用外籍工程师，广宜段由德籍工程师雷纳勘测，宜夔段由美籍工程师伦多富（R.W.Randolph）勘测。期间雷纳有轻视中国工程师的言论，被詹天佑驳斥。

#### 汉宜段

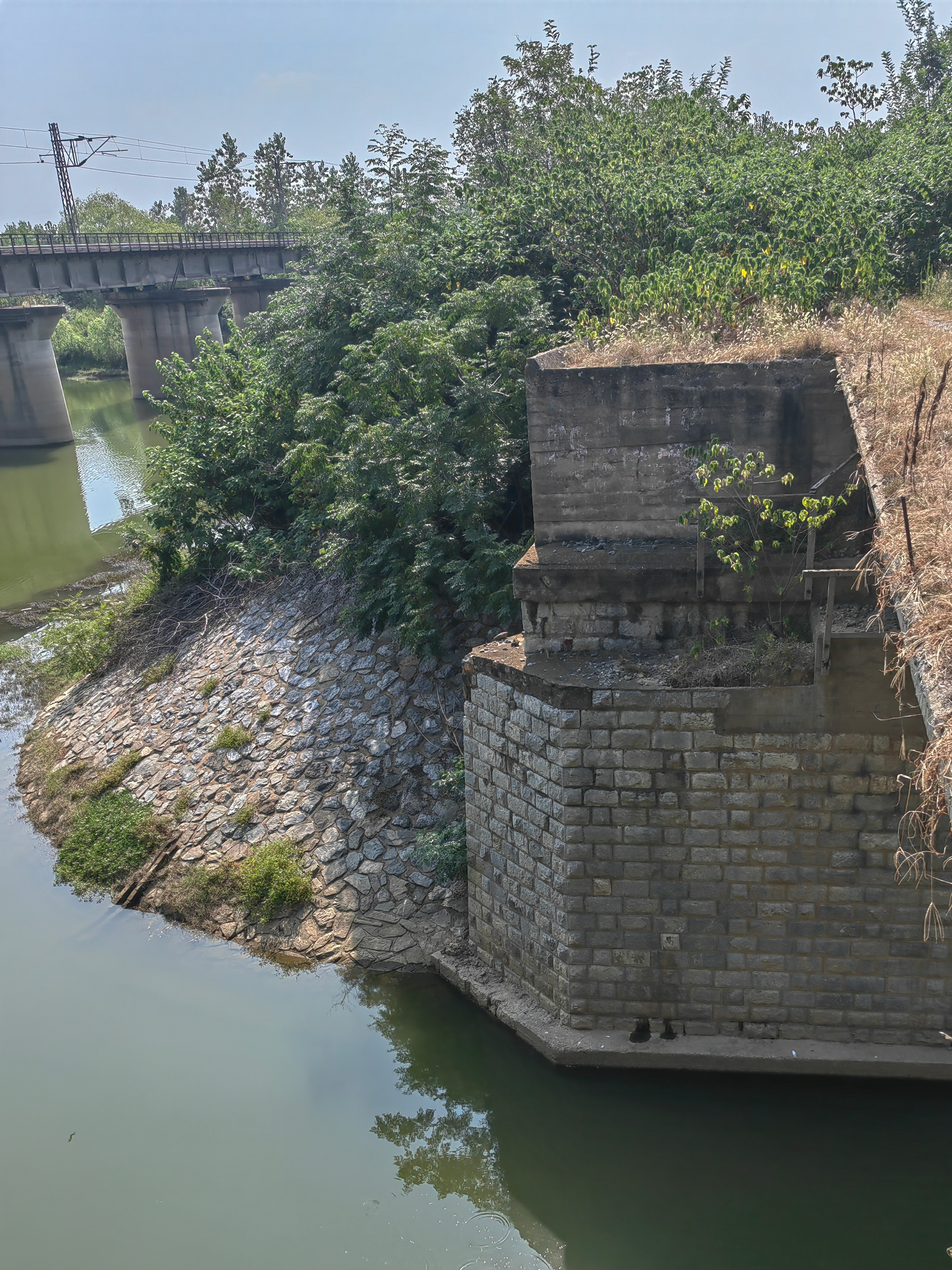
应城市长江埠街道与云梦县道桥镇交界处府河故道上的川汉铁路府河桥桥墩，左侧为汉丹铁路长江埠附属线，靠近云梦一侧有德日炮楼遗址，为汉宜段同时期产物

雷纳勘测结束后，认为既有广宜计划相比汉宜计划要多修建160千米的线路，且广宜计划沿线物产丰饶程度亦不如汉宜；既有原口要的汉宜计划其中只经过沙市一座大埠，且过于靠近长江，会与长江航运竞争，发展前景不大。是故又复以汉口为终点，确立以京汉铁路汉口玉带门站为端点站与京汉铁路接续的计划。
汉宜段有3个方案，其中第1、3方案及建阳驿至沙市支线为德国工程师所勘：
1. 由汉口出发沿汉江北岸而行，经过长江埠、应城、皂市、杨家洚、马良，再跨过汉江经过建阳驿、河溶镇、鸦雀岭，最终到达宜昌。
2. 由宜昌出发经当阳、荆门、宜城、襄阳、樊城，最终到达老河口。
3. 与第一线计划大致相似，只是杨家洚以东改走京山、郧东、安陆，安陆。

经过线路比对之后，决定使用第1方案为干线，又以第3方案及建阳驿至沙市线路做为支线建设。
民国3年（1914年）由于外国借款时而短缺，詹天佑建议就款计工，先期修建汉口至皂市间123千米路段，当年9月正式在汉口玉带门站开工。民国6年（1917年）中国准备对德国宣战，德国借款随即冻结，随后德国工程师雷纳回国，汉宜段停工。至此时，汉口至皂市杨家洚间完成164千米的路基桥涵，汉口至长江埠间线路基本告竣。
汉宜段勘定干线里，除马良镇一段需要跨过汉江之外，没有其他重大工程，线路最大坡度为6.6‰，曲线半径最小为500米，最大为5000米。

#### 宜夔段

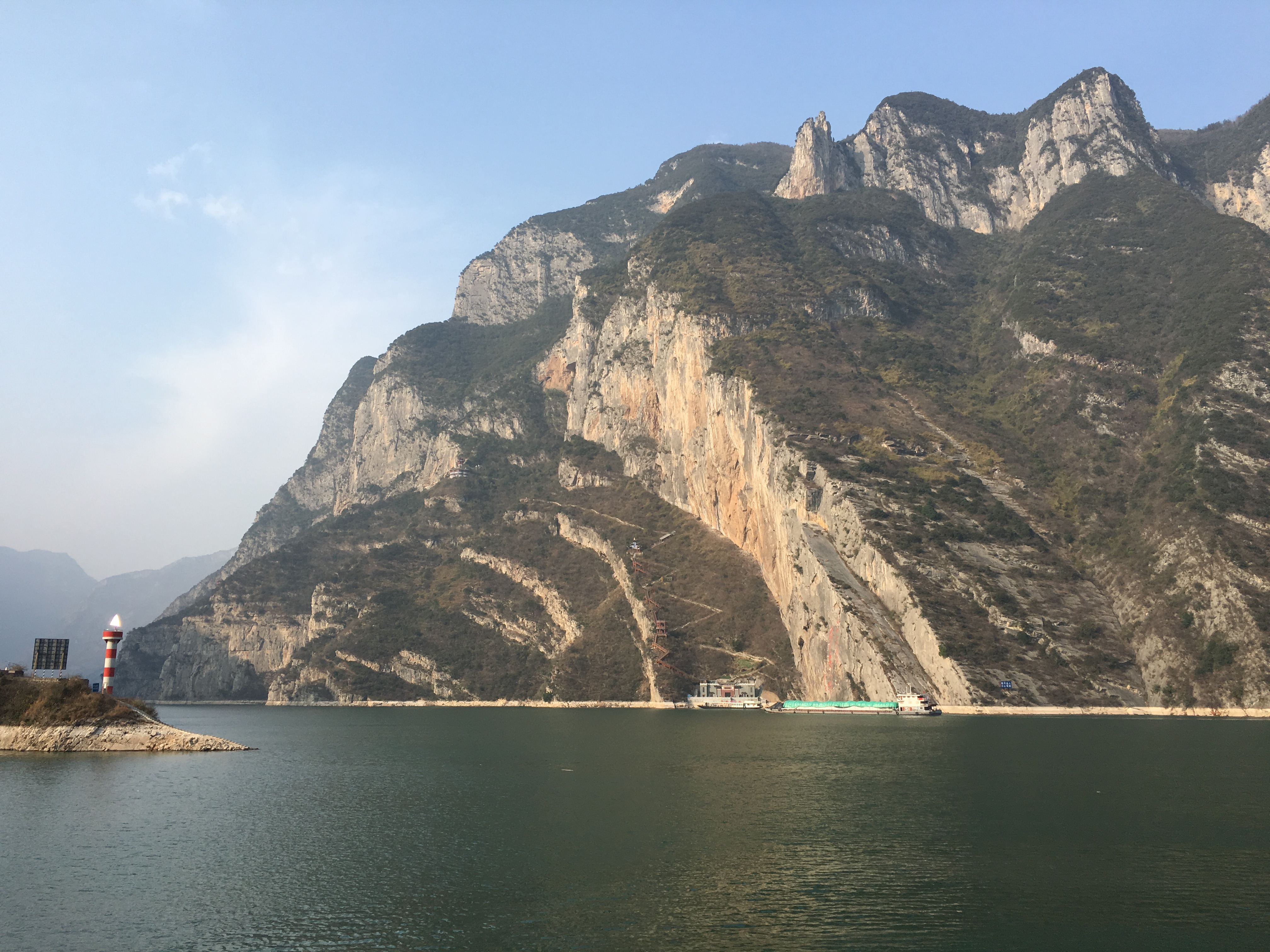
巫山十二峰之一部

民国2年（1913年）11月，宜夔段开始重新测量，次年7月完毕。民国4年（1915年）1月至7月又进行了第二次测量。新测线路接受了詹天佑沿江方案的主张，放弃了辛亥革命前开始修建的山区路段。在测量时，工程司曾提出西瀼口至下马滩一段线路改走长江南岸的主张，试图绕开工程较为艰巨的巫山十二峰，但南岸方案又需要在长江上造桥两座，桥工建筑及维护费用计算后花费反而比北岸方案更高，因此不作采纳。另外川路公司针对绕开巫山十二峰路段问题时，曾提出官渡口至巫山县城路段类似旧宜归走向改走山区路段的方案。测量队查看了川路公司的方案后，认为线路迂回绕行里程更长且坡度更陡、弯道更多，也不予采用。
民国3年（1914年）8月，第一次世界大战爆发，美国工程师随后回国，受金融经济的影响借款终止，宜夔段工程几乎还没开始便中止。
最终勘定线路宜昌过夔州至小江东岸一段线路，全长298千米，线路最大坡度为12.5‰，全线隧道计85座，平均每1千米便有66米为隧道，最长一座全长达5340米。
| 汉宜段 | 汉宜段      | 宜夔段     | 宜夔段      | 地图 |
| 地点   | 里程 (千米) | 地点       | 里程 (千米) | 地图 |
| ------ | ----------- | ---------- | ----------- | --- |
| 汉口   | 0           | 宜昌       | 0           | 宜昌汉口夔州万县云阳应城建阳驿鸦雀岭河溶镇马良臼口杨家洚皂市长江埠新沟牛肝马肺峡南沱溪归州东瀼口棺村峡巫山瓦庙集 |
| 蔡甸   | 25          | 三游洞     | 9           | 宜昌汉口夔州万县云阳应城建阳驿鸦雀岭河溶镇马良臼口杨家洚皂市长江埠新沟牛肝马肺峡南沱溪归州东瀼口棺村峡巫山瓦庙集 |
| 新沟   | 38          | 下牢溪     | 16          | 宜昌汉口夔州万县云阳应城建阳驿鸦雀岭河溶镇马良臼口杨家洚皂市长江埠新沟牛肝马肺峡南沱溪归州东瀼口棺村峡巫山瓦庙集 |
| 满家岗 | 56          | 南沱溪     | 30          | 宜昌汉口夔州万县云阳应城建阳驿鸦雀岭河溶镇马良臼口杨家洚皂市长江埠新沟牛肝马肺峡南沱溪归州东瀼口棺村峡巫山瓦庙集 |
| 长江埠 | 68          | 太平溪     | 50          | 宜昌汉口夔州万县云阳应城建阳驿鸦雀岭河溶镇马良臼口杨家洚皂市长江埠新沟牛肝马肺峡南沱溪归州东瀼口棺村峡巫山瓦庙集 |
| 郎君桥 | 74          | 牛肝马肺峡 | 65          | 宜昌汉口夔州万县云阳应城建阳驿鸦雀岭河溶镇马良臼口杨家洚皂市长江埠新沟牛肝马肺峡南沱溪归州东瀼口棺村峡巫山瓦庙集 |
| 应城   | 80          | 新滩       |             | 宜昌汉口夔州万县云阳应城建阳驿鸦雀岭河溶镇马良臼口杨家洚皂市长江埠新沟牛肝马肺峡南沱溪归州东瀼口棺村峡巫山瓦庙集 |
| 雷家湾 | 98          | 兵书宝剑峡 | 70          | 宜昌汉口夔州万县云阳应城建阳驿鸦雀岭河溶镇马良臼口杨家洚皂市长江埠新沟牛肝马肺峡南沱溪归州东瀼口棺村峡巫山瓦庙集 |
| 皂市   | 113         | 香溪       | 72          | 宜昌汉口夔州万县云阳应城建阳驿鸦雀岭河溶镇马良臼口杨家洚皂市长江埠新沟牛肝马肺峡南沱溪归州东瀼口棺村峡巫山瓦庙集 |
| 大皮口 | 122         | 归州       | 82          | 宜昌汉口夔州万县云阳应城建阳驿鸦雀岭河溶镇马良臼口杨家洚皂市长江埠新沟牛肝马肺峡南沱溪归州东瀼口棺村峡巫山瓦庙集 |
| 龙泉镇 | 128         | 泄滩       | 93          | 宜昌汉口夔州万县云阳应城建阳驿鸦雀岭河溶镇马良臼口杨家洚皂市长江埠新沟牛肝马肺峡南沱溪归州东瀼口棺村峡巫山瓦庙集 |
| 瓦庙集 | 140         | 东瀼口     | 114         | 宜昌汉口夔州万县云阳应城建阳驿鸦雀岭河溶镇马良臼口杨家洚皂市长江埠新沟牛肝马肺峡南沱溪归州东瀼口棺村峡巫山瓦庙集 |
| 青水港 | 158         | 西瀼口     | 125         | 宜昌汉口夔州万县云阳应城建阳驿鸦雀岭河溶镇马良臼口杨家洚皂市长江埠新沟牛肝马肺峡南沱溪归州东瀼口棺村峡巫山瓦庙集 |
| 杨家洚 | 165         | 官渡口     | 127         | 宜昌汉口夔州万县云阳应城建阳驿鸦雀岭河溶镇马良臼口杨家洚皂市长江埠新沟牛肝马肺峡南沱溪归州东瀼口棺村峡巫山瓦庙集 |
| 臼口   | 180         | 棺村峡     | 144         | 宜昌汉口夔州万县云阳应城建阳驿鸦雀岭河溶镇马良臼口杨家洚皂市长江埠新沟牛肝马肺峡南沱溪归州东瀼口棺村峡巫山瓦庙集 |
| 马良   | 192         | 巫山十二峰 | 154         | 宜昌汉口夔州万县云阳应城建阳驿鸦雀岭河溶镇马良臼口杨家洚皂市长江埠新沟牛肝马肺峡南沱溪归州东瀼口棺村峡巫山瓦庙集 |
| 桥头集 | 214         | 巫山       | 173         | 宜昌汉口夔州万县云阳应城建阳驿鸦雀岭河溶镇马良臼口杨家洚皂市长江埠新沟牛肝马肺峡南沱溪归州东瀼口棺村峡巫山瓦庙集 |
| 刘家集 | 229         | 下马滩     | 178         | 宜昌汉口夔州万县云阳应城建阳驿鸦雀岭河溶镇马良臼口杨家洚皂市长江埠新沟牛肝马肺峡南沱溪归州东瀼口棺村峡巫山瓦庙集 |
| 建阳驿 | 236         | 风箱峡     | 200         | 宜昌汉口夔州万县云阳应城建阳驿鸦雀岭河溶镇马良臼口杨家洚皂市长江埠新沟牛肝马肺峡南沱溪归州东瀼口棺村峡巫山瓦庙集 |
| 河溶镇 | 255         | 白帝城     | 205         | 宜昌汉口夔州万县云阳应城建阳驿鸦雀岭河溶镇马良臼口杨家洚皂市长江埠新沟牛肝马肺峡南沱溪归州东瀼口棺村峡巫山瓦庙集 |
| 平月山 | 271         | 夔州府     | 212         | 宜昌汉口夔州万县云阳应城建阳驿鸦雀岭河溶镇马良臼口杨家洚皂市长江埠新沟牛肝马肺峡南沱溪归州东瀼口棺村峡巫山瓦庙集 |
| 石子岭 | 281         | 云阳       | 276         | 宜昌汉口夔州万县云阳应城建阳驿鸦雀岭河溶镇马良臼口杨家洚皂市长江埠新沟牛肝马肺峡南沱溪归州东瀼口棺村峡巫山瓦庙集 |
| 鸦雀岭 | 303         | 小江       | 298         | 宜昌汉口夔州万县云阳应城建阳驿鸦雀岭河溶镇马良臼口杨家洚皂市长江埠新沟牛肝马肺峡南沱溪归州东瀼口棺村峡巫山瓦庙集 |
| 魏家畈 | 321         |            |             | 宜昌汉口夔州万县云阳应城建阳驿鸦雀岭河溶镇马良臼口杨家洚皂市长江埠新沟牛肝马肺峡南沱溪归州东瀼口棺村峡巫山瓦庙集 |
| 码头   |             |            |             | 宜昌汉口夔州万县云阳应城建阳驿鸦雀岭河溶镇马良臼口杨家洚皂市长江埠新沟牛肝马肺峡南沱溪归州东瀼口棺村峡巫山瓦庙集 |
| 宜昌   | 336         |            |             | 宜昌汉口夔州万县云阳应城建阳驿鸦雀岭河溶镇马良臼口杨家洚皂市长江埠新沟牛肝马肺峡南沱溪归州东瀼口棺村峡巫山瓦庙集 |

#### 夔州以西
詹天佑与伦多富还稍作勘察了夔州以西路段，夔州至成都路段基本按照川汉路司的勘定结果，即经万县、梁山、垫江、重庆、永川、资州最终到达成都，只是詹天佑将垫江至重庆间走向具体为经长寿、江北。夔州至重庆的沿江路段称为“沿江路”，重庆至成都的路段为“东大路”。另有一个计划从夔州出发，取道开县、渠县、南充，直接到达成都，并在渠县建支线到达重庆江北。此方案四川境内路段称为“小川北路”。这段仅有选线计划而并未有过详细测量。最终此段没有具体的勘定选线方案出台。

#### 停工之后

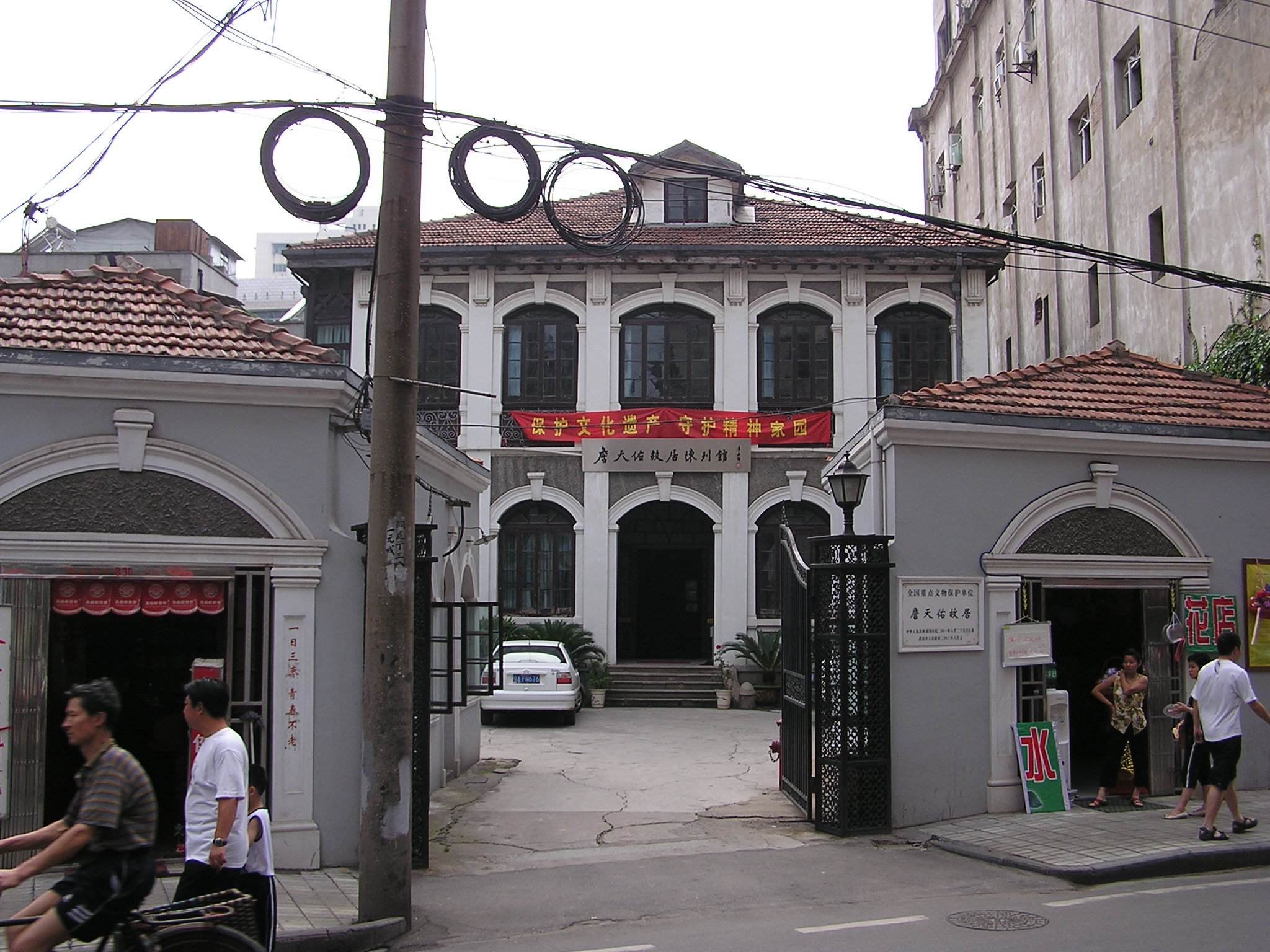
汉口詹天佑故居，詹天佑晚年在此处负责川汉粤汉两路事务

自民国7年（1918年）之后，汉宜及宜夔两段川汉铁路已经没有新的工程上马，此时两工程局职能逐渐从负责工程变为保管现有铁路资产，体系上仍设正副局长，正局长由督办兼任。
民国8年（1919年），詹天佑在汉口去世，临终时仍念念不忘于粤汉铁路、川汉铁路工程，并嘱咐应当继续实行就款计工原则，脚踏实地完成汉粤川两路工程。
詹天佑去世后，汉粤川各管理单位从汉口搬迁至北京，关赓麟任督办。汉宜宜夔两局事务改由粤汉铁路湘鄂路局长兼管，办公室仍设在汉口日租界，但仅留美籍总工程司克劳耳（C.J.Carroll）及华籍工程司三人办公，负责既有资产保管。民国15年（1926年）国民革命军开始北伐，当年冬季，汉宜宜夔两局及所属内外职员全部撤销，原事务交由湘鄂路局管理。就此川汉铁路事宜又一次中断。

### 小川北路方案
民国15年（1926年），有川人呈送《川汉铁路计划书》，认为既有成渝渝夔走向较远，且渝夔段沿江容易与水运争利。因此复建议线路采用小川北路方案。

### 裕中公司陇襄方案
1910年代，美国裕中公司获批修筑周口至襄阳铁路（周襄铁路）后随即展开勘测，并在民国7年（1918年）5月及民国8年（1919年）向北洋政府提交报告书，报告书中又提出了一条汉口至成都的线路方案。线路预计从京汉铁路信阳站出发，经过襄阳、兴安、通江、渠县，最终直接抵达成都。

## 国民政府时期

### 改建汉宜公路

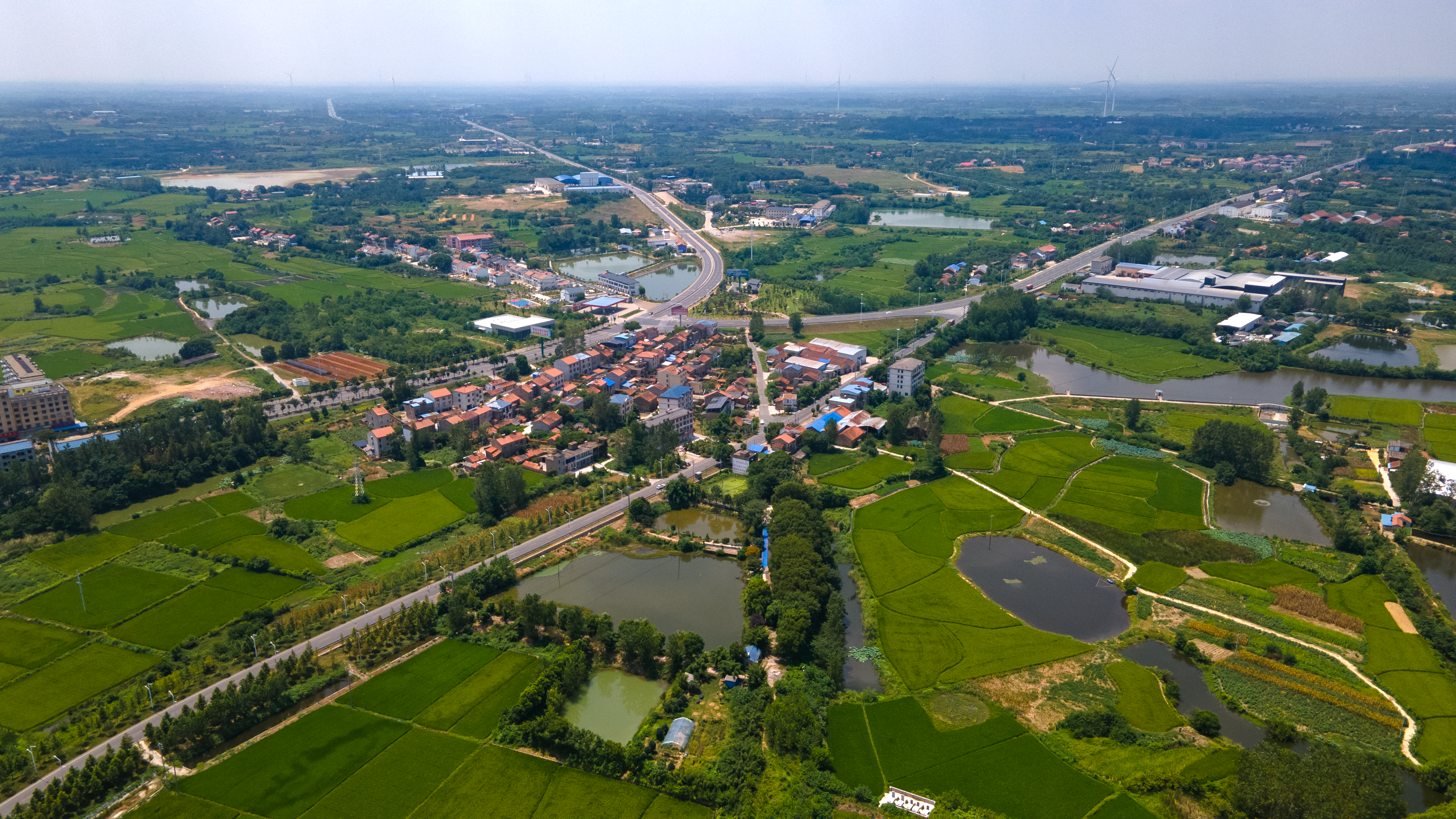
应城市西郊一段汉宜公路（此段归属347国道）及川汉路基遗址

民国13年（1924年）末，汉口士绅租用玉带门站至新沟一段24千米长川汉铁路路基改建为公路。民国16年（1927年）公路又延长至辛安渡。民国17年（1928年）湖北省建设厅将这段公路收归省有，并筹划修建汉宜公路，至民国25年（1936年）公路延长至长江埠。随后因抗日战争，工程中辍。民国35年（1946年）延伸至宜昌。

### 湘鄂路局策划
由于粤汉铁路行将通车，裁撤汉宜宜夔两路局后一直管理川汉铁路鄂段事宜的湘鄂路局又将注意力放在未完工的川汉铁路上。民国24年（1935年），湘鄂路局工务处发表《川汉铁路过去及将来》，并比对了裕中公司、小川北路、东大路三条选线方案，论证了川汉铁路修成的必要及迫切程度、耗资、开通后理论盈利等方面内容。

### 成渝铁路
民国20年（1931年）有人提议向国民政府索回剩余的川汉铁路借款用以修建川汉铁路西段，即成渝铁路。民国23年（1934年）3月，刘湘致电时任行政院长汪精卫，要求拨款修建川汉铁路，且先行修建成渝段，汪精卫随后批复并要求铁道、财政、交通三部审议及给出方案。此后历经抗日战争及国共内战，工程几度中断，在川渝为解放军所占领前，成渝铁路桥涵已完成大半。

### 国民政府规划
在民国23年（1934年）出版的《中国铁路图》中出示了国民政府的规划，川汉铁路除开成渝段外，规划为：重庆、万县、夔州、宜昌、沙市、汉口。

### 清江恩施方案
民国23年（1934年）10月，武汉日报有社论认为，为绕开险峻的巫山十二峰路段，川汉铁路应该接入粤汉铁路，自岳州起，经公安、鹤峰、恩施、利川、涪陵，最终到达重庆与川汉西段成渝铁路接轨。抗日战争结束后的民国35年（1946年），蒋介石国民政府深感恩施在抗战中作为重庆拱卫的重要性，于是遣人踏勘了恩施方案，次年踏勘完毕，但因为国共内战又未能开展工程。

## 中华人民共和国时期

### 汉丹铁路
1958年7月，由于应城域内石膏矿及盐矿需要运输，湖北省委在修建汉丹铁路的同时也顾及了川汉铁路，决定恢复川汉铁路汉宜段汉口至应城区间，并在下辛店站与汉丹铁路接轨，汉口至下辛店站间两线共轨。铁四院以勘测川汉铁路汉口至应城区间的名义在本区间派出勘测队以一次定测法完成勘测任务。复测期间，汉丹铁路确定起点选为新江岸编组站（后江岸西站），并在该站至下辛店区间使用已被挪作汉宜公路使用的川汉铁路路基。

### 再次续建
1964年，中共中央提出了备战、备荒、为人民的方针，随后发出了《关于加速修建西南铁路动员全路支援勘测设计和施工力量及有关问题的指示》。1964年9月3日，四川省委书记李井泉、铁道部部长吕正操向中央呈递《川汉铁路选线报告》，请示修建川汉铁路。此后位于武汉的铁道部第四勘察设计院（铁四院）为支援位于成都的铁道部第二勘察设计院（铁二院）工作，接下川汉铁路选线任务。1964年11月底，铁四院在四川秀山成立“川汉铁路勘测设计总队”（代号4101，即“4101总队”）。当年12月初，毛泽东指示川汉铁路选线问题：“资源、线路都要用两三年时间认真调查”。
测量工作于1965年结束，期间4101总队在川、黔、湘、鄂四省勘察了35万平方米的地形，最终总结出5个大方案及65个小方案以供比对。1965年6月上旬至中旬，4101总队连续11天召开方案比选民主讨论会。8月，铁四院编成《川汉铁路察勘报告》，介绍了如上各项方案，并制作了各走向方案的模型。9月25日，吕正操陪同朱德、董必武、周恩来、贺龙、陈毅、李富春在人民大会堂中听取铁四院副院长方力，4101总队副总工程师曹晋伦等人对各项选线方案的介绍。

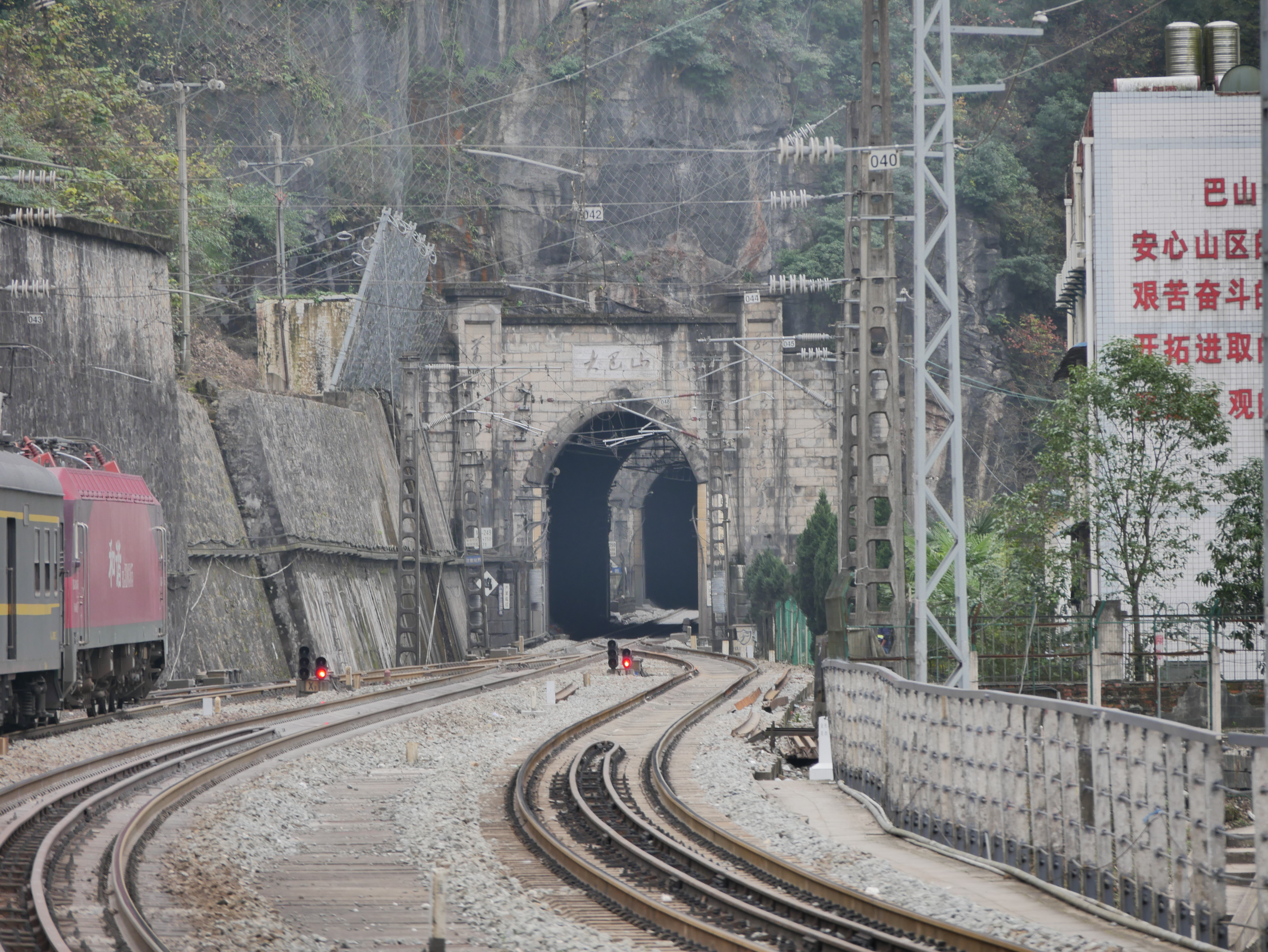
襄渝铁路大巴山隧道，襄渝铁路选取的进川方案与清末陇襄方案及裕中公司陇襄方案类似

《川汉铁路察勘报告》中选线可总结为长江北岸、清江、桑植、澧水、沅水五大方案，而其中宜万段选择就有3项：
1. 长江北岸方案：沿长江，自宜昌出发，经秭归、奉节到达万州；
2. 清江方案：沿清江，自宜昌出发，经恩施、利川到达万州；
3. 越岭方案：走向同清江方案，但不沿河直接穿过长江与清江间的武陵山区。

然而，中央考虑到投资太大，齐岳山隧道在当时条件下难以修建，加上文革爆发，川汉铁路又一次被搁置。
川汉铁路虽然又一次没能动工，但所提供的五大方案为修建湘黔铁路、襄渝铁路等线路提供了比选条件，也促成了襄渝铁路的建成。

### 宜万铁路

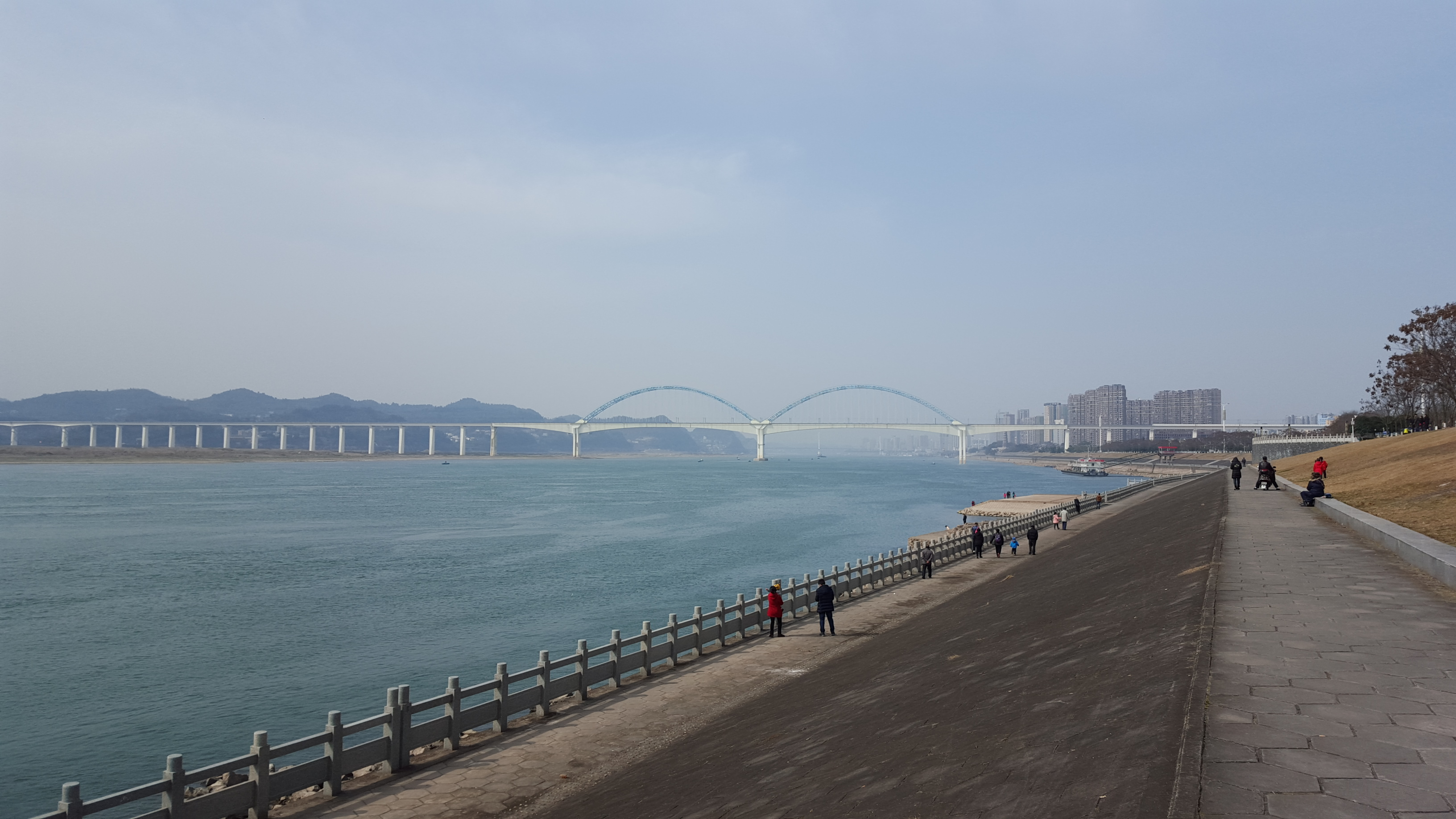
宜万铁路宜昌长江大桥

虽然川汉未能实际动工，但是此后有关工程的立项呼吁等工作并未停止。1989年，铁四院为湖北省计委编写《川汉铁路恩施方案规划研究意见报告》。1993年，铁道部经济规划研究院与铁四院编制出台《西南东通路研究报告》，其中担负川渝东通道主要方案的正是川汉铁路，预定走向为：成都—达县—万县—恩施—枝城—荆门—武汉。1994年底，铁四院接受湖北省及恩施州委托，又一次对川汉铁路进行全线踏勘。1997年，湖北省成立川汉铁路（枝万段）建设筹备领导小组。此后至1998年，铁四院继续勘测枝万段选线方案。1998年10月，湖北、四川、江西、安徽四省联合向国务院呈报了《关于恳请国务院尽早批准立项建设川汉铁路枝万段，尽快贯通沿江铁路大通道的请示》。1999年4月，铁四院又对枝万线沿线重大工程进行再勘探，为线路设计人员提供多个方案。不过宜昌市认为既有方案自枝城引出，此对宜昌城市经济发展不利，于是申请“川汉铁路一定过宜昌”。同年8月至12月，铁四院对宜万铁路再进行全线初步勘测设计工作。2001年9月，“万枝（宜昌）东端接轨及越江方案论证会”在宜昌召开，会上得出结论，将原定枝城的接轨方案改为接入鸦宜铁路花艳站（今宜昌东站）。
2001年，国家计委和铁道部把宜万铁路纳入“十五”计划综合交通体系发展重点专项规划，正式确立建设宜万铁路。2002年夏季，宜万铁路正式立项。历经8年建设，2010年12月22日宜万铁路通车。

## 后续

### 川汉铁路的“后继”
虽自宜万铁路立项至今，川汉铁路一词便不再具体指代任何一条现代修造或规划的铁路线路，但屡见于各类媒体报道之中。在宜万铁路通车前后，便有以川汉铁路作为线路前身相提并论的报道；在汉宜铁路通车后，《四川日报》、新华网等媒体便以“川汉铁路”为名做出报道。郑渝高速铁路（郑万高速铁路段）通车后，由于其在三峡库区中的走向（兴山—巴东—巫山—奉节—云阳—万州）与近代川汉铁路预定走向类似，也有媒体在开通后将郑渝高铁与川汉铁路相提并论。

### 线路设施遗存
川汉铁路沿线有大量设施遗存，汉宜段部分改为汉宜公路至今，宜归段的铁路旧址也被宜兴（宜昌至兴山）公路及王学公路（湖北省道312）覆盖利用。其中数处遗址归为湖北省文物保护单位“川汉铁路夷陵段”、“兴山川汉铁路桥墩”中，另有多处地/市、县/区级文物保护单位及登录不可移动文物，其中可查证者详见下表。另外，汉丹铁路沿用的川汉铁路旧桥（诸如辛安渡桥）也因技术条件不达标而改建为新桥；还有一些铁路遗迹由于三峡水库蓄水也已经被淹没（诸如兴山川汉铁路桥墩中的峡口桥墩遗址）。
| 图片                      |                          |                        | 位置         | 位置         | 位置         | 文物性质                   |
| 文物保护单位              | 文物保护单位             | 文物保护单位           | 文物保护单位 | 文物保护单位 | 文物保护单位 | 文物保护单位               |
| ------------------------- | ------------------------ | ---------------------- | ------------ | ------------ | ------------ | -------------------------- |
|                           | 上风垭山峒遗址           | 川汉铁路夷陵段         | 宜昌市       | 夷陵区       | 黄花镇       | 第五批湖北省文物保护单位   |
| 黄家场车站                | 第七批湖北省文物保护单位 | 川汉铁路夷陵段         | 宜昌市       | 夷陵区       | 黄花镇       |                            |
| 黄花场桥墩                | 第八批湖北省文物保护单位 | 川汉铁路夷陵段         | 宜昌市       | 夷陵区       | 黄花镇       |                            |
| 新坪涵洞 （悬棺涵洞）     | 第八批湖北省文物保护单位 | 川汉铁路夷陵段         | 宜昌市       | 夷陵区       | 黄花镇       |                            |
| 晓峰河铁路桥墩            | 第八批湖北省文物保护单位 | 川汉铁路夷陵段         | 宜昌市       | 夷陵区       | 黄花镇       |                            |
| 南边涵洞                  | 第八批湖北省文物保护单位 | 川汉铁路夷陵段         | 宜昌市       | 夷陵区       | 黄花镇       |                            |
| 猴儿窝涵洞                | 第八批湖北省文物保护单位 | 川汉铁路夷陵段         | 宜昌市       | 夷陵区       | 黄花镇       |                            |
| 张家口车站                | 第八批湖北省文物保护单位 | 川汉铁路夷陵段         | 宜昌市       | 夷陵区       | 黄花镇       |                            |
| 清江坪涵洞 （邓家坪涵洞） | 第八批湖北省文物保护单位 | 川汉铁路夷陵段         | 宜昌市       | 夷陵区       | 雾渡河镇     |                            |
|                           | 川汉铁路遗址马家河桥墩   | 川汉铁路遗址马家河桥墩 | 宜昌市       | 夷陵区       | 雾渡河镇     | 第三批夷陵区文物保护单位   |
|                           | 白石湾桥遗址             | 兴山川汉铁路桥墩       | 宜昌市       | 兴山县       | 水月寺镇     | 第六批湖北省文物保护单位   |
|                           | 三道瓮子桥               | 兴山川汉铁路桥墩       | 宜昌市       | 兴山县       | 水月寺镇     | 第六批湖北省文物保护单位   |
|                           | 斑鸠窝桥遗址             | 兴山川汉铁路桥墩       | 宜昌市       | 兴山县       | 水月寺镇     | 第六批湖北省文物保护单位   |
|                           | 学堂坪桥遗址             | 兴山川汉铁路桥墩       | 宜昌市       | 兴山县       | 水月寺镇     | 第六批湖北省文物保护单位   |
|                           | 青树包桥遗址             | 兴山川汉铁路桥墩       | 宜昌市       | 兴山县       | 水月寺镇     | 第六批湖北省文物保护单位   |
|                           | 史家台川汉铁路一号桥     | 史家台川汉铁路一号桥   | 宜昌市       | 兴山县       | 水月寺镇     | 兴山县文物保护单位         |
|                           | 史家台川汉铁路二号桥     |                        | 宜昌市       | 兴山县       | 水月寺镇     | 兴山县文物保护单位         |
|                           | 史家台川汉铁路三号桥     |                        | 宜昌市       | 兴山县       | 水月寺镇     | 兴山县文物保护单位         |
|                           | 小湾子川汉铁路桥         |                        | 宜昌市       | 兴山县       | 水月寺镇     | 兴山县文物保护单位         |
|                           | 鸳鸯水川汉铁路桥         |                        | 宜昌市       | 兴山县       | 水月寺镇     | 兴山县文物保护单位         |
|                           | 店子川汉铁路桥           |                        | 宜昌市       | 兴山县       | 水月寺镇     | 兴山县文物保护单位         |
|                           | 铧岗川汉铁路路基         |                        | 宜昌市       | 兴山县       | 水月寺镇     | 兴山县文物保护单位         |
|                           | 保管室川汉铁路桥         |                        | 宜昌市       | 兴山县       | 水月寺镇     | 兴山县文物保护单位         |
|                           | 石槽子川汉铁路桥         |                        | 宜昌市       | 兴山县       | 水月寺镇     | 兴山县文物保护单位         |
|                           | 高瓮子川汉铁路桥         |                        | 宜昌市       | 兴山县       | 水月寺镇     | 兴山县文物保护单位         |
|                           | 青龙寨川汉铁路桥         |                        | 宜昌市       | 兴山县       | 水月寺镇     | 兴山县文物保护单位         |
|                           | 夏阳河川汉铁路挡土墙     |                        | 宜昌市       | 兴山县       | 水月寺镇     | 兴山县文物保护单位         |
|                           | 瓮湾川汉铁路桥墩         |                        | 宜昌市       | 兴山县       | 水月寺镇     | 兴山县文物保护单位         |
| 登记不可移动文物          |                          |                        |              |              |              |                            |
|                           | 川汉铁路泗洲寺涵洞       | 川汉铁路泗洲寺涵洞     | 孝感市       | 云梦县       | 下辛店镇     | 第三次文物普查不可移动文物 |
|                           | 德日炮楼遗址             | 德日炮楼遗址           | 孝感市       | 云梦县       | 道桥镇       | 第三次文物普查不可移动文物 |
|                           | 香湾铁路涵洞             | 香湾铁路涵洞           | 孝感市       | 应城市       | 城北街道     | 第三次文物普查不可移动文物 |

### 地名遗存
- 铁路大厂，武汉市硚口区古田街道地名，因德国工程师为修筑川汉铁路（汉宜段）在此处兴建机车制造厂而得名。后分为上铁路大厂及下铁路大厂[153]。
- 铁路坝，宜昌市西陵区地名，分上铁路坝及下铁路坝，上铁路坝在夷陵广场一带，下铁路坝在宜昌城区东南江边，因川汉铁路宜昌工场在此处修建得名，川汉铁路宜昌车站设置在上铁路坝[148]。
- 上风垭，宜昌市夷陵区小溪塔街道地名，因修建川汉铁路（宜归段）时在此处发现一山洞，加之此处垭口风大，因此得名，上风垭山峒亦得名于此[154]。
- 公事房，宜昌市夷陵区雾渡河镇地名，因修建川汉铁路（宜归段）时在此处建立工程指挥部办公而得名[155]。
- 保管室，宜昌市兴山县水月寺镇地名，因修建川汉铁路（宜归段）时在此处建立仓库保管物资而得名[156]。
- 三道瓮子，宜昌市兴山县水月寺镇地名，因修建川汉铁路（宜归段）时在此处建有三个涵洞而得名[157]。

## 引用
1. ↑  詹天佑. . 荆楚网.   [2024-06-20]. （原始内容存档于2014-10-11） （中文（中国大陆））.
2. 1 2 3  支那經濟全書（1908年），第706页
3. 1 2  峡路相逢（2012年）
4. 1 2 3  四川通史 卷六 清（2018年），第281页
5. 1 2 3  武汉铁路分局志(1893-1990)（1998年），第83页
6. 1 2  四川保路運動史料汇编 上册（1994年），第247-248页，美使康格致庆亲王照会
7. ↑  四川保路運動史料汇编 上册（1994年），第235页
8. ↑  锡良遗稿 奏稿 第一册（1959年），第339-340页，奏设川汉铁路公司折
9. ↑  轨政纪要初次编（1969年），第189页
10. 1 2 3  锡良遗稿 奏稿 第一册（1959年），第389-390页，开办川汉铁路公司折
11. ↑  成都铁路局志(1903-1988)（1997年），第70页
12. ↑  锡良遗稿 奏稿 第一册（1959年），第400页，委许藩司督办川汉铁路公司折
13. ↑  四川保路運動史料汇编 上册（1994年），第239-240页，英署使焘讷理致外务部由英美包揽川汉铁路借款函
14. ↑  四川保路運動史料汇编 上册（1994年），第240页，锡良致外务部电
15. 1 2  四川保路運動史料汇编 上册（1994年），第240-241页
16. ↑  四川保路運動史料汇编 上册（1994年），第243-244页，驻重庆总领事安迪致川督锡良川汉铁路款工照会
17. ↑  四川保路運動史料汇编 上册（1994年），第243-244页，川汉铁路公司覆驻川法总领事川路毋庸华洋合办照会
18. ↑  四川保路運動史料汇编 上册（1994年），第247-248页，法领事覆川汉铁路公司路政结局惟督办是问照会
19. ↑  四川保路運動史料汇编 上册（1994年），第248页，外务部致康格覆照
20. ↑  四川保路運動史料汇编 上册（1994年），第248-250页
21. ↑  四川保路運動史料汇编 上册（1994年），第250页，美使康格致庆亲王照会
22. ↑  四川保路運動史料汇编 上册（1994年），第250页，外务部致康格覆照
23. ↑  四川保路運動史料汇编 上册（1994年），第252页，德国公使穆默致外务部节略
24. ↑  四川保路運動史料汇编 上册（1994年），第252页，水野致林权助电
25. 1 2 3 4 5 6 7 8 9  清末铁路建设与多方势力的路事博弈——基于锡良筹办川汉铁路的讨论（2021年）
26. 1 2  四川保路運動史料（1959年），第29-31页，锡良奏陈川汉铁路总公司集股章程折
27. 1 2  新民叢报（1904年），第99-112页
28. ↑  近代史所藏清代名人稿本抄本 第二辑 第023册（2013年），第638-640页，致成都锡制台电
29. 1 2  四川保路運動史料（1959年），第29-31页，川汉铁路总公司集股章程
30. ↑  四川保路運動史料（1959年），第43-53页，四川留日学生改良川汉铁路公司议
31. ↑  申报（1904年），第1版
32. ↑  四川保路運動史料汇编 上册（1994年），第263-264页
33. ↑  锡良遗稿 奏稿 第一册（1959年），第497-499页，奏调京员办理铁路折
34. 1 2  申报（1907年10月14日），第10版
35. 1 2 3 4 5  川汉铁路过去及将来（1935年），第21-32页，录四川商办川汉铁路宜昌工场志痛之碑
36. 1 2  四川保路運動史料汇编 上册（1994年），第258-261页，湖广总督张之洞四川总督锡良会奏筹办湖北境内川汉铁路折
37. ↑  近代史所藏清代名人稿本抄本 第二辑 第024册（2013年），第328-329页，致成都锡制台（光绪三十二年八月十三日发）
38. ↑  近代史所藏清代名人稿本抄本 第二辑 第024册（2013年），第539-542页，致成都锡制台（光绪三十二年十月十三日发）
39. 1 2 3  川汉铁路过去及将来（1935年），第9-13页，录张中堂奏折
40. ↑  近代史所藏清代名人稿本抄本 第二辑 第024册（2013年），第623-626页，致成都锡制台（光绪三十二年正月初六发）
41. 1 2  锡良遗稿 奏稿 第一册（1959年），第559-561页，川汉铁路毋庸请派督办折
42. 1 2  四川保路運動史料汇编 上册（1994年），第441-447页，四川留日学生代表向川督岑春煊所提改良川路公司五点建议
43. ↑  四川保路運動史（1981年），第165-169页
44. 1 2  申报（1907年10月11日）
45. ↑  四川保路運動史料汇编 上册（1994年），第315-316页，四川人民呼吁将川汉铁路公司改为商办公启
46. ↑  锡良遗稿 奏稿 第一册（1959年），第652-659页，四川铁路举定总副理并续订章程折（单一件）
47. ↑  锡良遗稿 奏稿 第一册（1959年），第659页，奏报交卸四川督篆日期折
48. ↑  四川保路運動史料汇编 上册（1994年），第454-455页，湖广总督张之洞致外务部密陈借英款修筑川汉铁路电
49. 1 2  四川保路運動史料汇编 上册（1994年），第453-454页，湖南粤汉铁路公司总理余肇康致外务部尚书瞿鸿机湖广总督张之洞主张借英款修筑粤汉川汉铁路电
50. ↑  申报（1907年01月04日）
51. ↑  四川保路運動史料汇编 上册（1994年），第453-454页，张之洞致邮传部建议于筹赎京汉铁路借款内多借洋款拨作鄂省境内修筑粤汉、川汉铁路电
52. ↑  四川保路運動史料汇编 上册（1994年），第463-469页
53. ↑  四川保路運動史料汇编 上册（1994年），第457-459页，督办粤汉川汉铁路大臣张之洞密陈与英商德商磋商借款情形片
54. ↑  四川保路運動史料汇编 上册（1994年），第472-481页，大学士张之洞与德华汇丰汇理等银行订立湘鄂境内粤汉铁路鄂境川汉铁路借款合同
55. ↑  四川保路運動史料汇编 上册（1994年），第483-499页
56. 1 2 3  . 荆楚网. 湖北日报. 2018-09-29  [2024-06-15]. 原始内容存档于2018-09-29 （中文（中国大陆））.
57. ↑  四川保路運動史料汇编 上册（1994年），第472-481页，张之洞奏请湘鄂两省铁路永远官商合办折
58. ↑  四川保路運動史料汇编 上册（1994年），第499-504页
59. ↑  申报（1907年10月22日）
60. ↑  锡良遗稿 奏稿 第一册（1959年），第509页，派胡峻赴美日考察学务片
61. 1 2 3 4 5 6 7 8  胡栋朝与川汉铁路（2016年）
62. 1 2 3  詹天佑日记书信选集（2008年），第105-106页
63. 1 2 3 4 5 6 7  川汉铁路宜昌工程与四川保路风潮（2023年）

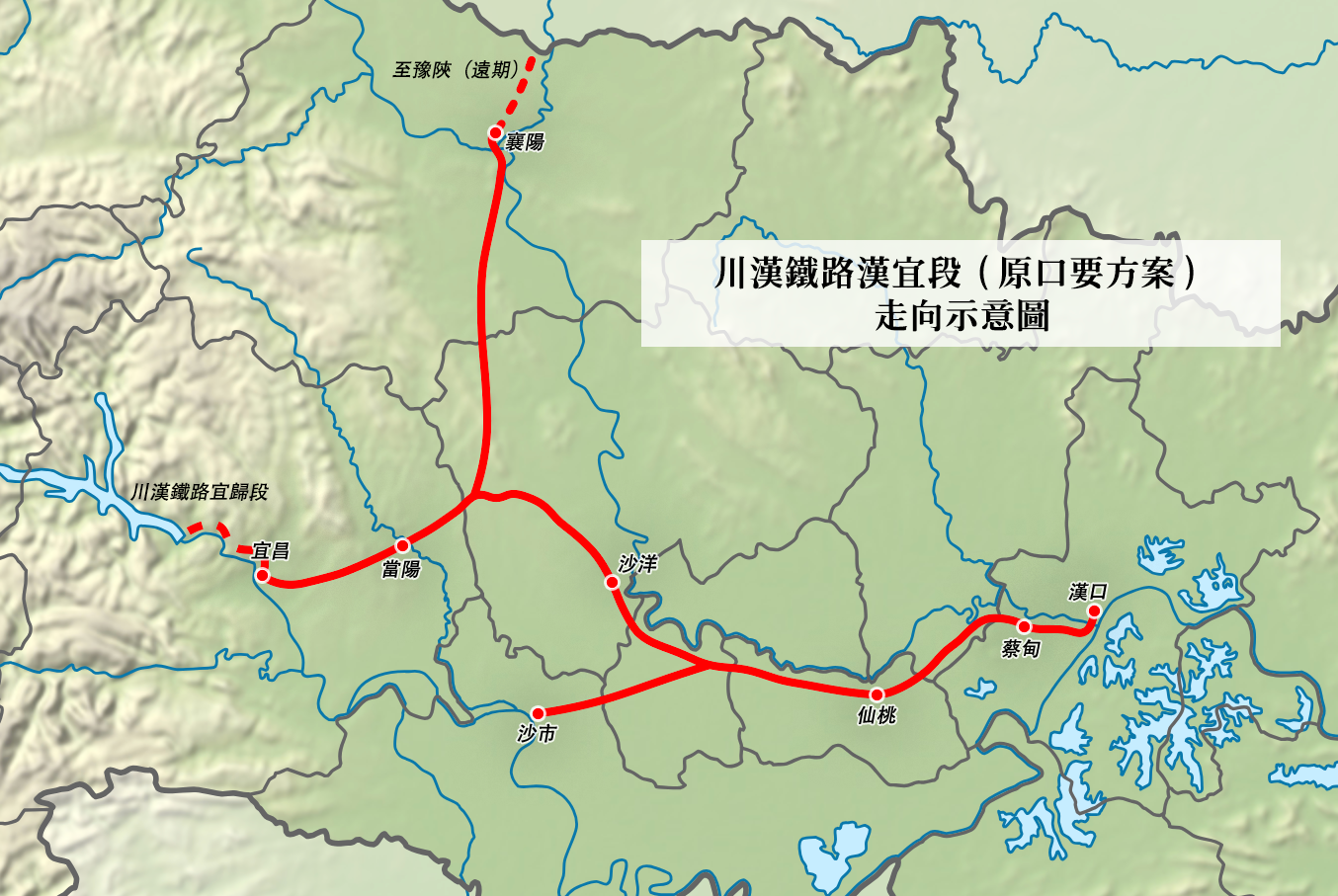
原口要方案示意圖

64. ↑  四川保路運動史料汇编 上册（1994年），第372页，川汉铁路公司呈川护督赵尔丰川路由宜昌开工详
65. ↑  四川保路運動史料汇编 上册（1994年），第37页，辛亥以后川路事变始末记
66. ↑  支那經濟全書（1908年），第716-717页
67. ↑  武汉铁路分局志(1893-1990)（1998年），第84页
68. ↑  詹天佑日记书信选集（2008年），第140页
69. 1 2 3 4 5 6 7 8 9 10 11 12 13 14  詹天佑与清末民办川汉铁路（2003年）
70. ↑  詹天佑日记书信选集（2008年），第138-140页
71. 1 2  詹天佑日记书信选集（2008年），第143页
72. ↑  詹天佑日记书信选集（2008年），第145页
73. ↑  詹天佑日记书信选集（2008年），第145-146页
74. ↑  詹天佑日记书信选集（2008年），第181页
75. 1 2  詹天佑日记书信选集（2008年），第151-152页
76. 1 2  川汉铁路过去及将来（1935年），第17-18页
77. ↑  詹天佑日记书信选集（2008年），第143-144页
78. ↑  詹天佑日记书信选集（2008年），第146页
79. 1 2 3  詹天佑日记书信选集（2008年），第165页
80. ↑  詹天佑日记书信选集（2008年），第166页
81. ↑  詹天佑日记书信选集（2008年），第175页
82. ↑  詹天佑日记书信选集（2008年），第153-154页
83. ↑  詹天佑日记书信选集（2008年），第176页
84. 1 2  詹天佑日记书信选集（2008年），第178页
85. ↑  詹天佑日记书信选集（2008年），第180页
86. ↑  川汉铁路过去及将来（1935年），第18页
87. ↑  川汉铁路过去及将来（1935年），第18-19页
88. ↑  四川保路運動史料汇编 上册（1994年），第380-382页，邮传部王宗元等清查川汉铁路公司账目情况折
89. ↑  四川保路運動史料汇编 上册（1994年），第387-389页，川汉铁路公司呈川督查账人郭成书等查出款目浮滥、侵蚀等请核文
90. ↑  四川保路運動史料汇编 上册（1994年），第383-386页
91. ↑  詹天佑日记书信选集（2008年），第172页
92. 1 2  四川保路運動史料汇编 上册（1994年），第412-424页
93. ↑  四川保路運動史料汇编 上册（1994年），第424-425页，川路又倒二十万
94. ↑  四川保路運動史料汇编 上册（1994年），第426-432页
95. ↑  四川保路運動史料汇编 上册（1994年），第531页
96. ↑  四川保路運動史料汇编 上册（1994年），第507-516页
97. ↑  四川保路運動史料汇编 上册（1994年），第516-521页
98. ↑  四川保路運動史料汇编 上册（1994年），第523-524页，石长信奏亟宜明定干路为国有折
99. ↑  四川保路運動史料汇编 上册（1994年），第556-557页
100. ↑  四川保路運動史料汇编 上册（1994年），第523-524页，驳邮传部奏请干路为国有折
101. ↑  四川保路運動史料汇编 上册（1994年），第527页，清帝铁路干线收归国有折
102. 1 2  四川保路運動史料汇编 上册（1994年），第540-548页，中、英、法、德、美粤、川汉铁路借款合同
103. 1 2  詹天佑日记书信选集（2008年），第198-199页
104. ↑  詹天佑日记书信选集（2008年），第200页
105. 1 2 3 4 5  . 时代在线网. 宜万铁路 百年梦圆.   [2024-06-19]. （原始内容存档于2024-06-16） （中文（中国大陆））.
106. 1 2 3  詹天佑日记书信文章选（1989年），第168页
107. 1 2  支那本土鐵道概觀（1930年），第248-249页
108. ↑  川汉铁路过去及将来（1935年），第88,103页
109. ↑  川汉铁路过去及将来（1935年），第88页
110. ↑  川汉铁路过去及将来（1935年），第88-89页
111. 1 2 3 4 5  支那本土鐵道概觀（1930年），第252页
112. ↑  詹天佑日记书信文章选（1989年），第149页
113. ↑  詹天佑日记书信文章选（1989年），第169页
114. ↑  川汉铁路过去及将来（1935年），第97页
115. ↑  川汉铁路过去及将来（1935年），第89-90页
116. ↑  川汉铁路过去及将来（1935年），第91页
117. ↑  川汉铁路过去及将来（1935年），第99页
118. ↑  川汉铁路过去及将来（1935年），第95-99页
119. 1 2 3 4  川汉铁路过去及将来（1935年），第105页
120. 1 2  川汉铁路计划书（1926年），第13-14页
121. ↑  詹公天佑生平志（1995年），第311页
122. ↑  詹天佑日记书信文章选（1989年），第170页
123. ↑  绝版长江 1910年代的铁路营造与沿途风物（2007年），前言
124. 1 2  川汉铁路过去及将来（1935年），第172页
125. ↑  东西湖区专志 地名志（2006年），第318页
126. ↑  川汉铁路过去及将来（1935年）
127. ↑  四川通史 卷七 民国（2018年），第446-448页
128. ↑  中国铁路图（1934年）
129. 1 2  徐前山. . 新浪网. 长江日报.   [2024-06-19]. （原始内容存档于2024-06-19） （中文（中国大陆））.
130. 1 2 3 4 5  . 荆楚网. 湖北日报.   [2024-06-19]. （原始内容存档于2024-06-20） （中文（中国大陆））.
131. ↑  汉丹铁路建设史（1991年），第19-21页
132. ↑  铁四院志（1953-1993）（1993年），第30页
133. ↑  铁四院志（1953-1993）（1993年），第4页
134. 1 2 3 4  铁四院志（1953-1993）（1993年），第266页
135. 1 2  铁四院志（1953-1993）（1993年），第53页
136. 1 2 3 4  . 建始网.   [2024-06-19] （中文（中国大陆））.[]
137. ↑  卓宝熙. . 科学网. 人民铁道. 2017-07-13  [2024-06-19]. （原始内容存档于2024-06-20） （中文（中国大陆））.
138. ↑  铁四院志（1953-1993）（1993年），第144页
139. 1 2 3 4 5 6 7  . 新华网. 2004-02-19  [2024-06-19]. （原始内容存档于2023-03-24） （中文（中国大陆））.
140. 1 2  贾天增. . 湖北省人民代表大会. 2006-07-11  [2024-06-19]. （原始内容存档于2024-06-16） （中文（中国大陆））.
141. ↑  . 新浪网. 华龙网.   [2024-06-19]. （原始内容存档于2024-06-20） （中文（中国大陆））.
142. ↑  . 四川省人民政府. 四川日报.   [2024-06-20]. （原始内容存档于2012-07-21） （中文（中国大陆））.
143. ↑  . 人民网. 四川日报.   [2024-06-20]. （原始内容存档于2024-06-20） （中文（中国大陆））.
144. ↑  . 新华网. 新华网.   [2024-06-20]. （原始内容存档于2024-06-20） （中文（中国大陆））.
145. ↑  . 恩施州人民政府. 恩施日报.   [2024-06-20]. （原始内容存档于2022-06-21） （中文（中国大陆））.
146. ↑  . 中国新闻网. 2013-08-20  [2024-06-19]. （原始内容存档于2023-03-24） （中文（中国大陆））.
147. ↑  铁四院志（1953-1993）（1993年），第42页
148. 1 2  . 中国档案报.   [2024-06-19]. （原始内容存档于2024-06-19） –微信公众号 （中文（中国大陆））.
149. ↑  湖北省兴山县地名志（2019年），第517-518页
150. ↑  兴山县文化和旅游局. . 兴山县人民政府.   [2024-06-19] （中文（中国大陆））.[]
151. ↑  夷陵区文化和旅游局. . 夷陵区人民政府.   [2024-06-19] （中文（中国大陆））.[]
152. ↑  孝感市文化和旅游局.  (PDF). 云梦县人民政府.   [2024-06-19] （中文（中国大陆））.[]
153. ↑  古田街志（2021年），第317-318页
154. ↑  夷陵区地名志（2021年），第521页
155. ↑  夷陵区地名志（2021年），第112页
156. ↑  湖北省兴山县地名志（2019年），第221页
157. ↑  湖北省兴山县地名志（2019年），第356页